# Organização das Nações Unidas
Organização das Nações Unidas (ONU), ou simplesmente Nações Unidas, é uma organização intergovernamental criada para promover a cooperação internacional. Uma substituição à Liga das Nações, a organização foi estabelecida em 24 de outubro de 1945, após o término da Segunda Guerra Mundial, com a intenção de impedir outro conflito como aquele. Na altura de sua fundação, a ONU tinha 51 Estados-membros; desde 2011, são 193. A sua sede está localizada em Manhattan, Nova Iorque, e possui extraterritorialidade. Outros escritórios situam-se em Genebra, Nairóbi e Viena. A organização é financiada com contribuições avaliadas e voluntárias dos países-membros. Os seus objetivos incluem manter a segurança e a paz mundial, promover os direitos humanos, auxiliar no desenvolvimento econômico e no progresso social, proteger o meio ambiente e prover ajuda humanitária em casos de fome, desastres naturais e conflitos armados.
Durante a Segunda Guerra, o presidente estadunidense, Franklin D. Roosevelt, começou a discutir a criação de uma agência que sucederia a Liga das Nações, e a Carta das Nações Unidas foi elaborada em uma conferência em abril–junho de 1945; a carta entrou em vigor a 24 de outubro de 1945, e a ONU começou a operar. A sua missão de promover a paz foi complicada nas suas primeiras décadas de existência, por culpa da Guerra Fria, entre Estados Unidos, União Soviética e seus respectivos aliados. Teve participação em ações importantes na Coreia e no Congo-Léopoldville, além de ter aprovado a criação do estado de Israel em 1947.
O número de integrantes cresceu bastante após o grande processo de descolonização na década de 1960, ocorrido principalmente na África, na Ásia e na Oceania, e, na década seguinte, seu orçamento para programas de desenvolvimento social e econômico ultrapassou em muito seus gastos com a manutenção da paz. Após o término da Guerra Fria, a ONU assumiu as principais missões militares e de paz ao redor do globo, com diferentes níveis de sucesso. A organização foi laureada com o Nobel da Paz em 2001, e alguns de seus oficiais e agências também ganharam o prêmio. Outras avaliações da eficácia da ONU são mistas. Alguns analistas afirmam que as Nações Unidas são uma força importante no que tange a manter a paz e estimular o desenvolvimento humano, enquanto outros adjetivam-na de ineficiente, corrupta ou tendenciosa.
Seis órgãos principais compõem as Nações Unidas: a Assembleia Geral (assembleia deliberativa principal); o Conselho de Segurança (para decidir determinadas resoluções de paz e segurança); o Conselho Econômico e Social (para auxiliar na promoção da cooperação econômica e social internacional e desenvolvimento); o Conselho de Direitos Humanos (para promover e fiscalizar a proteção dos direitos humanos e propor tratados internacionais sobre esse tema); o Secretariado (para fornecimento de estudos, informações e facilidades necessárias para a ONU) e o Tribunal Internacional de Justiça (o órgão judicial principal). Além desses, há órgãos complementares de todas as outras agências do Sistema das Nações Unidas, como a Organização Mundial de Saúde (OMS), o Programa Alimentar Mundial (PAM) e o Fundo das Nações Unidas para a Infância (UNICEF). O cargo mais alto na ONU é o de secretário-geral, ocupado por António Guterres desde 2017.

## História

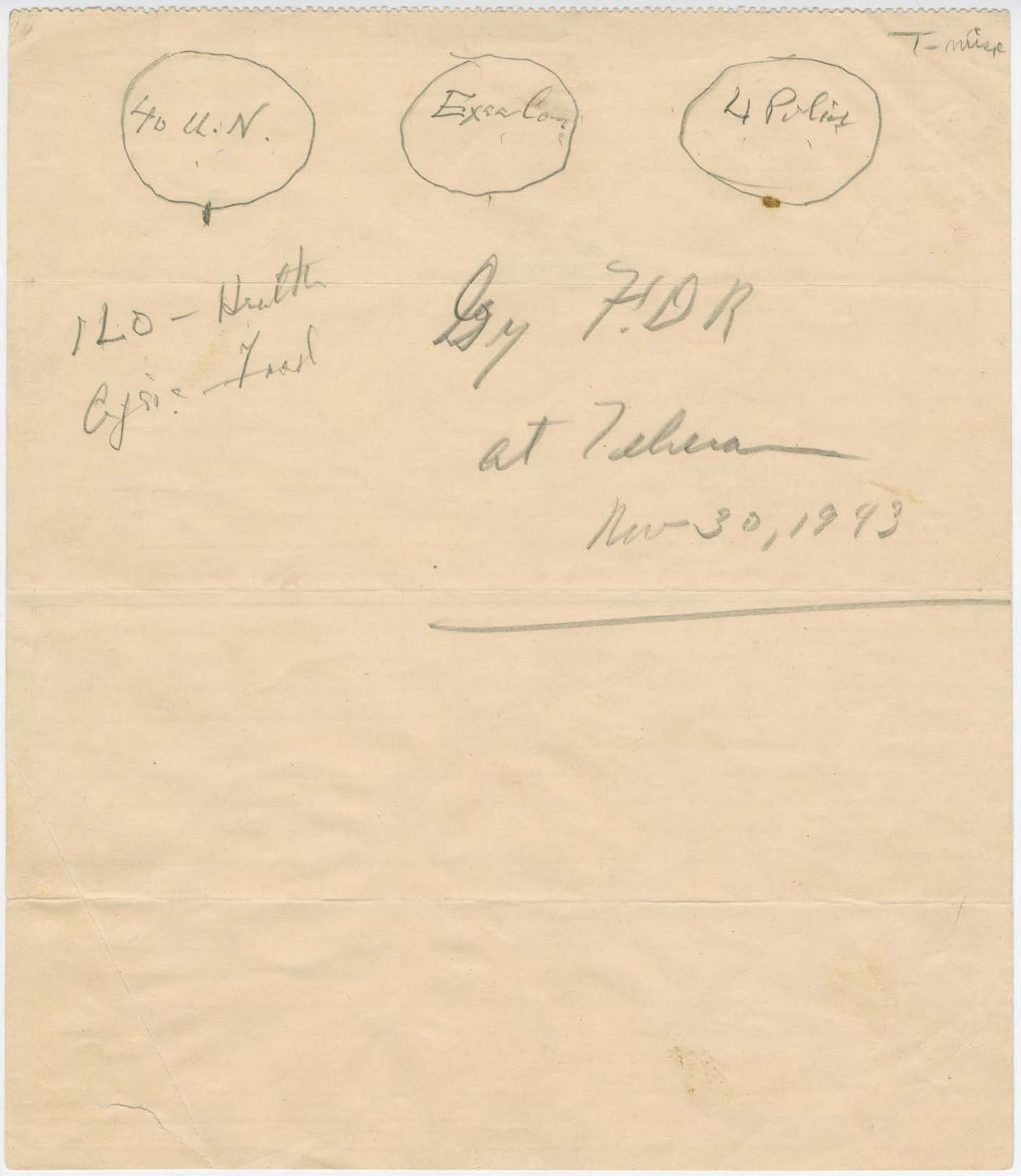
Esboço de Franklin Roosevelt, feito em 1943, que mostra as três agências principais das Nações Unidas: a Four Policemen, um ramo executivo, e uma assembleia internacional de quarenta estados-membros

### Antecedentes
No século anterior à criação da ONU, diversas organizações internacionais e conferências foram realizadas para regular os conflitos entre países, como o Comitê Internacional da Cruz Vermelha e as Convenções da Haia (1899 e 1907). Com a catastrófica perda de vidas na Primeira Guerra Mundial, a Conferência de Paz de Paris (1919) estabilizou a Liga das Nações, para manter a harmonia entre as nações. Essa organização resolveu algumas disputas territoriais e criou estruturas internacionais para áreas como correio postal, aviação e controle de ópio, das quais algumas seriam absorvidas pelas Nações Unidas mais tarde. Contudo, a Liga era fraca na representação da população que vivia em países coloniais (então metade do total mundial) e na participação de diversas potências, como Estados Unidos, União Soviética, Alemanha e Japão; falhou em agir contra a invasão japonesa da Manchúria em 1931, a Segunda Guerra Ítalo-Etíope e as expansões alemãs sob o comando de Adolf Hitler, que culminaram na Segunda Guerra Mundial.

### Declaração das Nações Unidas
O primeiro plano concreto para a criação de uma nova organização mundial veio sob a tutela do Departamento de Estado dos Estados Unidos em 1939. O texto da Declaração das Nações Unidas foi esboçado pelo presidente Franklin Roosevelt, o primeiro-ministro britânico Winston Churchill e o assessor de Roosevelt, Harry Hopkins, durante um encontro na Casa Branca, em 29 de dezembro de 1941. O texto incorporou sugestões soviéticas, mas não deixou nenhum papel para a França. A Four Policemen foi inventada para referir-se aos principais países dos Aliados: Estados Unidos, Reino Unido, União Soviética e China, que foi emergida na Declaração. O termo Nações Unidas foi criado por Roosevelt para denominar os outros territórios que eram parte dos Aliados. "No dia de ano-novo de 1942, o presidente Roosevelt, o primeiro-ministro Churchill, Maxim Litvinov, da URSS, e T. V. Soong, da China, assinaram um documento que mais tarde ficaria conhecido como a Declaração das Nações Unidas, e, no dia seguinte, representantes de outras 22 nações acrescentaram suas assinaturas". O verbete Nações Unidas foi utilizado oficialmente pela primeira vez quando 26 governos assinaram essa declaração. Uma mudança significativa em relação à Carta do Atlântico foi a adição de uma provisão para a liberdade de religião, que Stalin aceitou após a insistência do presidente estadunidense. Em 1 de março de 1945, 21 estados adicionais haviam assinado.

Uma declaração conjunta dos Estados Unidos da América, do Reino Unido da Grã-Bretanha e da Irlanda do Norte, da União das Repúblicas Socialistas Soviéticas, China, Austrália, Bélgica, Canadá, Costa Rica, Cuba, Checoslováquia, República Dominicana, El Salvador, Grécia, Guatemala, Haiti, Honduras, Índia, Luxemburgo, Países Baixos, Nova Zelândia, Nicarágua, Noruega, Panamá, Polônia, África do Sul e Iugoslávia,
Os governantes signatários,
tendo aderido a um programa comum de propósitos e princípios, incorporados na declaração conjunta do Presidente dos Estados Unidos e do Primeiro-ministro do Reino Unido da Grã-Bretanha e Irlanda do Norte, datada de 14 de agosto de 1941, e conhecida por Carta do Atlântico,
e convictos de que, para defender a vida, a liberdade, a independência e a liberdade de culto, assim como para preservar a justiça e os direitos humanos nos seus respectivos países e em outros, é essencial alcançar vitória absoluta sobre seus inimigos; e convictos de que se acham atualmente empenhados numa luta comum contra forças selvagens e brutais que procuram subjugar o mundo,
DECLARAM:
(1) Que cada governo se compromete a empregar todos os seus recursos, tanto militares como econômicos contra os membros do Tríplice Pacto e seus aderentes, com os quais esteja em guerra;
(2) Que cada governo se compromete a cooperar com os governos signatários da presente, e a não firmar, em separado, armistício ou tratado de paz com o inimigo.
Poderão aderir à presente declaração outras nações que já estejam prestando ou que possam vir a prestar colaboração ou assistência material na luta para derrotar o hitlerismo.

Durante a guerra, Nações Unidas tornou-se o termo oficial para os Aliados. Para juntarem-se, os países deveriam assinar a Declaração e proclamar guerra ao Eixo.

### Fundação da ONU

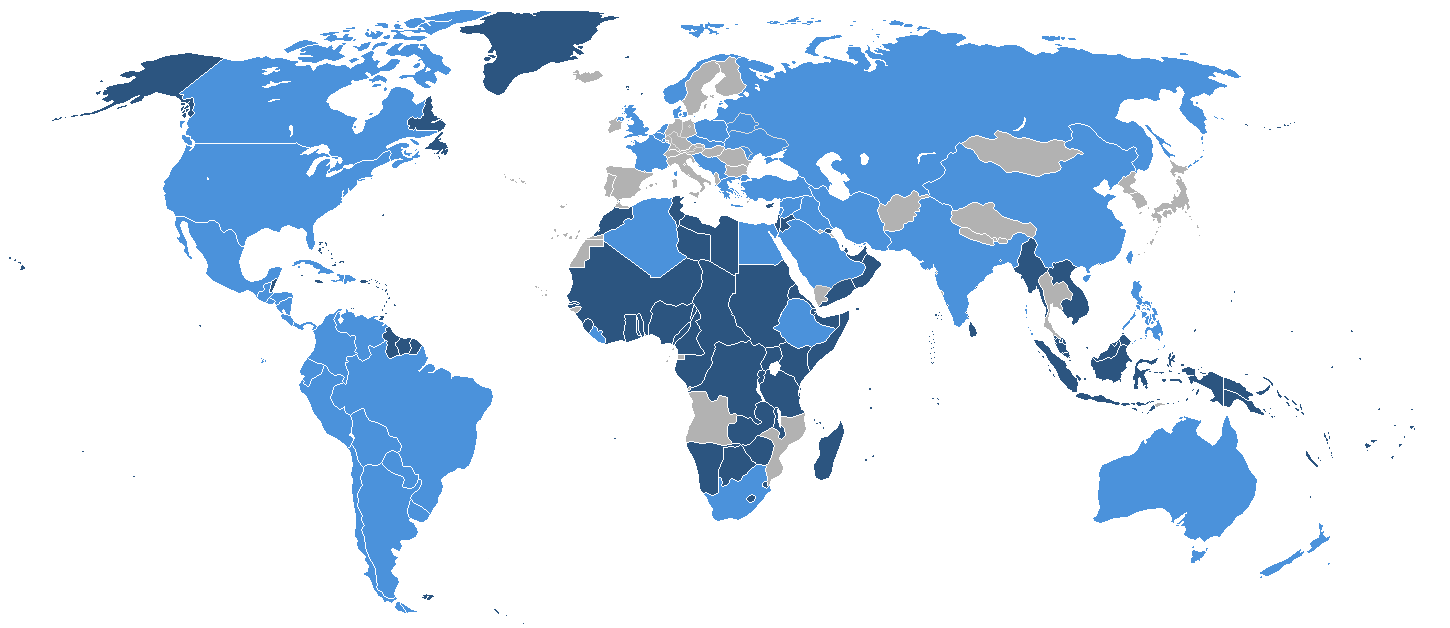
A ONU em 1945. Em azul claro, os membros fundadores. Em azul escuro, os protetorados e territórios dos membros fundadores

As Nações Unidas foram formuladas e negociadas por delegações de União Soviética, Reino Unido, Estados Unidos e China na Conferência Dumbarton Oaks em 1944. Depois de meses de planejamento, a Conferência das Nações Unidas sobre Organização Internacional foi aberta em São Francisco, em 25 de abril de 1945, com a presença de 50 governantes e várias organizações não governamentais envolvidas na elaboração da Carta das Nações Unidas. "Os chefes de delegações dos países envolvidos se revezaram como presidentes das reuniões plenárias: Anthony Eden, da Grã-Bretanha, Edward Stettinius, dos Estados Unidos, T. V. Soong, da China, e Vyacheslav Molotov, da União Soviética. Nos encontros seguintes, Lord Halifax substituiu o Sr. Eden, V. K. Wellington Koo entrou no lugar de T. V. Soong, e o Sr. Gromyko substituiu o Sr. Molotov". A ONU veio à existência oficialmente em 24 de outubro de 1945, sobre a ratificação da Carta pelos cinco membros permanentes do Conselho de Segurança — França, República da China, União Soviética, Reino Unido e Estados Unidos — e pela maioria dos outros 46 signatários.
Os primeiros encontros da Assembleia Geral, com 51 territórios representados, e do Conselho de Segurança ocorreram no Westminster Central Hall, em Londres, com início em 6 de janeiro de 1946. A Assembleia escolheu Nova Iorque como localização da sede da ONU, e a instalação foi completada em 1952. Seu local — assim como as sedes em Genebra, Nairóbi e Viena — é designado como território internacional. Trygve Lie, então ministro de Assuntos Exteriores da Noruega, foi eleito o primeiro secretário-geral das Nações Unidas.

### Era da Guerra Fria

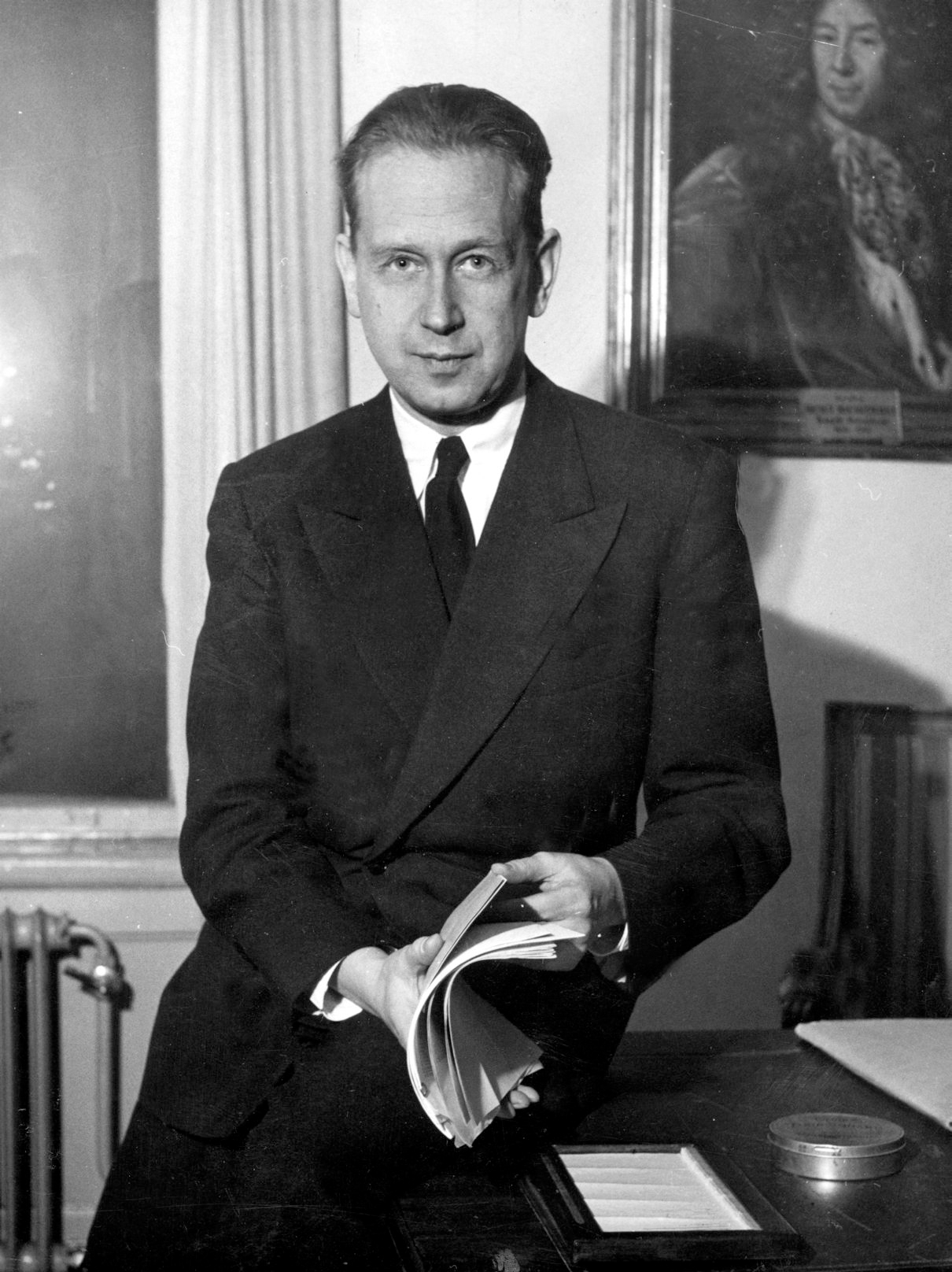
Dag Hammarskjöld foi um secretário-geral particularmente ativo de 1953 até sua morte em 1961

Embora o principal objetivo da ONU fosse a manutenção da paz, a divisão entre os Estados Unidos e a União Soviética frequentemente paralisava a organização, fazendo com que, geralmente, ela pudesse somente atuar em conflitos distantes da Guerra Fria. Uma notável exceção é uma resolução do Conselho de Segurança em 1950 autorizando uma coalizão liderada pelos EUA a revogar a invasão da Coreia do Norte à Coreia do Sul, aprovada na ausência da URSS. Em 1947, a Assembleia Geral aprovou uma resolução para dividir a Palestina, criando o estado de Israel. Dois anos mais tarde, Ralph Bunche, um oficial das Nações Unidas, negociou um armistício para o conflito resultante. Em 1956, a primeira força de manutenção de paz da ONU foi estabilizada para acabar com a Crise de Suez; contudo, a organização foi incapaz de intervir contra a invasão simultânea da URSS à Hungria, após a revolução do país.
Em 1960, foi implantada a Operação das Nações Unidas no Congo (ONUC), a maior força militar de suas primeiras décadas, para trazer ordem ao Estado do Catanga, restaurando seu controle à República Democrática do Congo em 1964. Enquanto viajava para encontrar com o líder dos rebeldes, Moise Tshombe, durante o conflito, Dag Hammarskjöld morreu em um acidente aéreo; meses depois, ele ganhou postumamente o Prêmio Nobel da Paz. Em 1964, o sucessor de Hammarskjöld, U Thant, criou a Força das Nações Unidas para Manutenção da Paz no Chipre, que tornar-se-ia uma das mais longas missões de paz.
Com a grande descolonização na década de 1960, principalmente na África, Ásia e Oceania, a filiação da organização viu um influxo de nações recentemente independentes. Somente em 1960, 17 novos estados juntaram-se às Nações Unidas, 16 deles da África. Em 25 de outubro de 1971, com a oposição dos Estados Unidos, mas o apoio de vários dos países de Terceiro Mundo, foi dada à comunista e continental República Popular da China a cadeira chinesa no Conselho de Segurança, no lugar da República da China que ocupou Taiwan; o voto foi visto como um sinal do declínio da influência estadunidense na instituição. Os países de Terceiro Mundo juntaram-se numa aliança chamada Grupo dos 77 sob a liderança da Argélia, que brevemente tornou-se uma potência dominante na ONU. No ano de 1975, um bloco formado pela União Soviética e as nações de Terceiro Mundo passou uma resolução, sob a enérgica oposição dos Estados Unidos e de Israel, declarando que o sionismo era racista; a resolução foi revogada em 1991, pouco depois do término da guerra.
Com uma presença crescente do Terceiro Mundo e a falha da associação em mediar os conflitos no Oriente Médio, no Vietnã e na Caxemira, a ONU passou a cada vez mais deslocar sua atenção para seus objetivos ostensivamente secundários, como desenvolvimento econômico e intercâmbio cultural. Nos anos 1970, o orçamento para desenvolvimento econômico e social era de longe maior que o de manutenção da paz.

### Pós-Guerra Fria

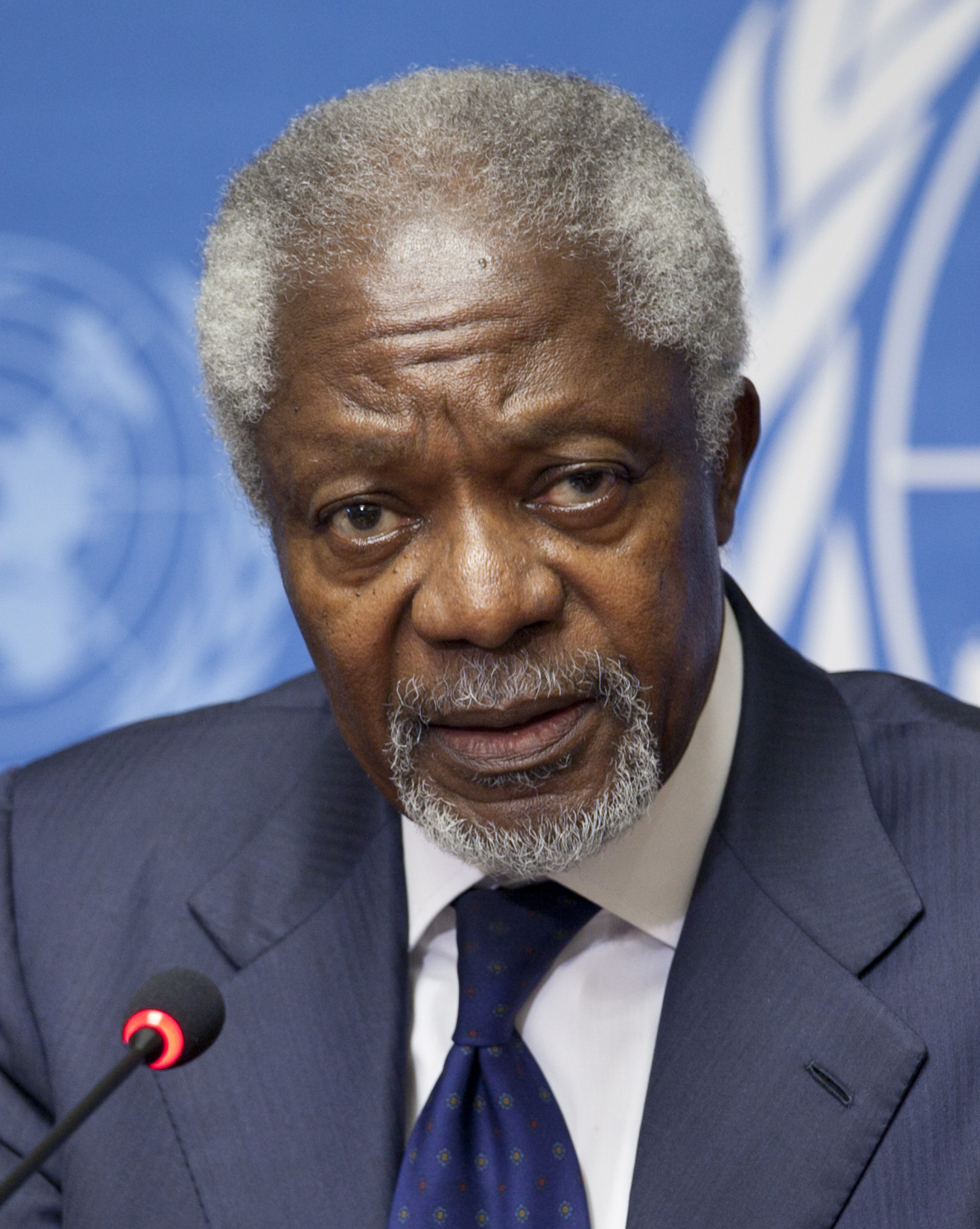
Kofi Annan, secretário-geral de 1997 a 2006

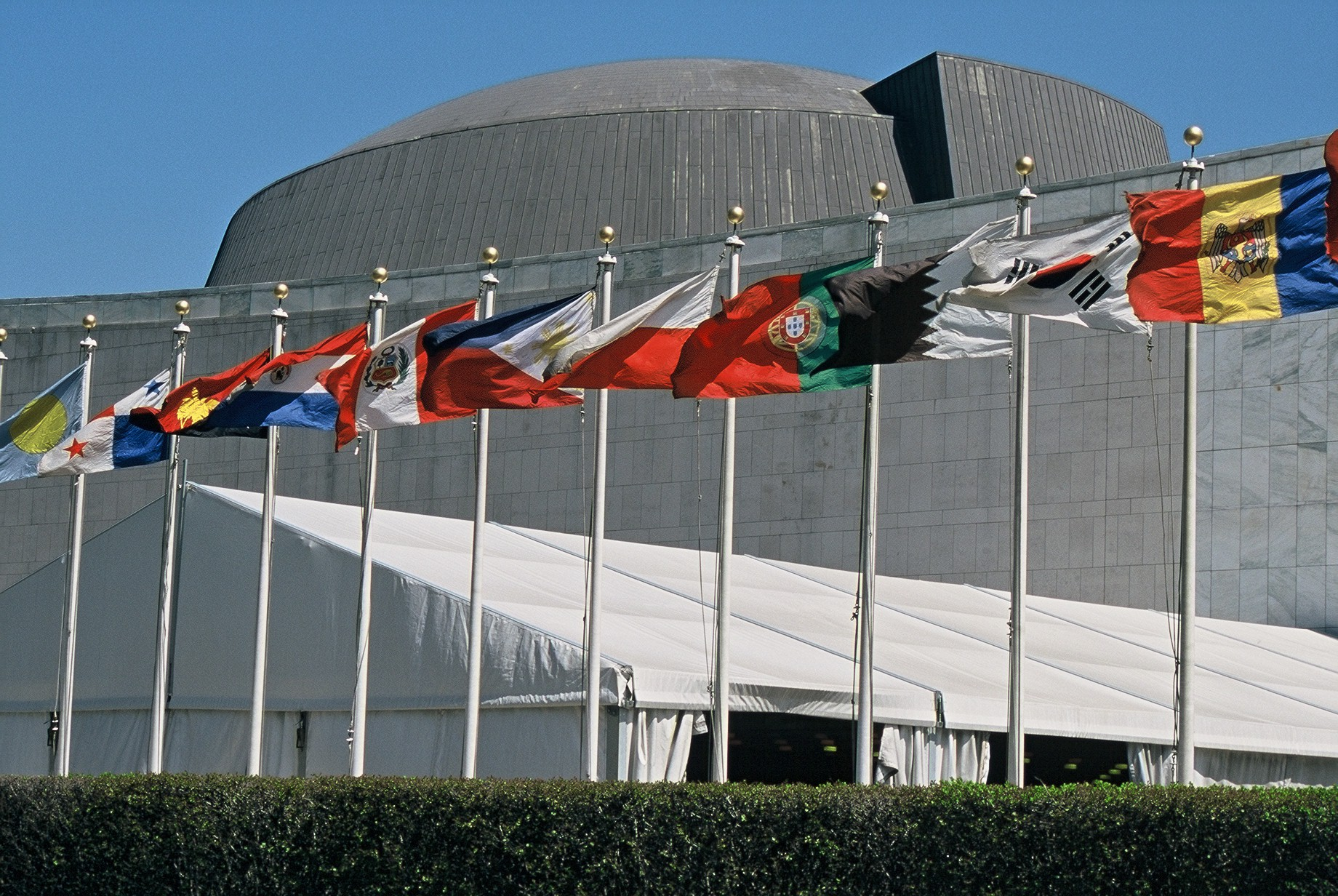
Bandeiras dos Estados-membros na Sede das Nações Unidas, vistas em 2007

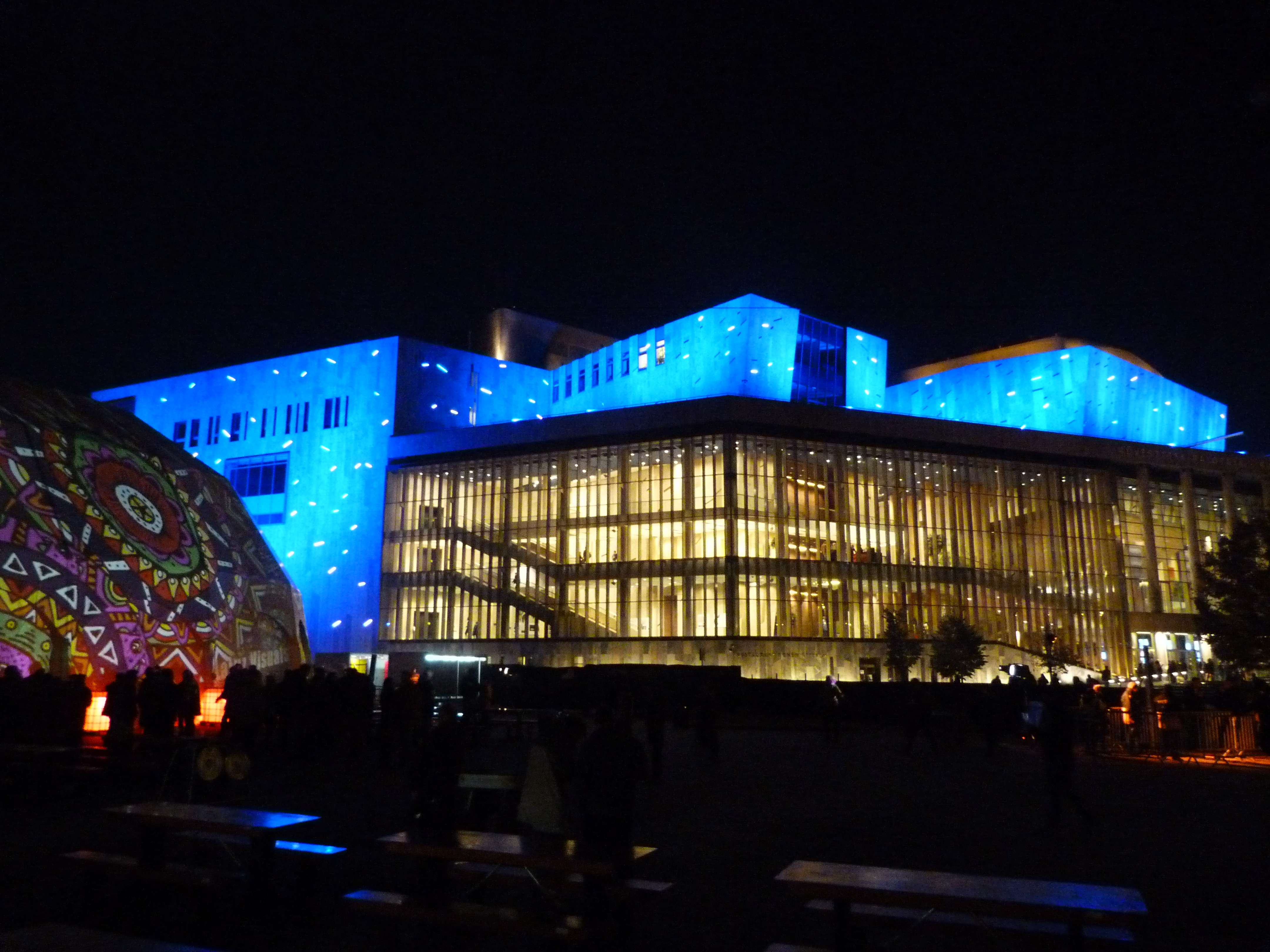
Comemoração do 70º aniversário da ONU – Budapeste, 2015

Após o término da Guerra Fria, as Nações Unidas viram uma expansão radical em suas funções de manutenção de paz, com mais missões em dez anos que nas quatro décadas anteriores. Entre 1988 e 2000, o número de resoluções do Conselho de Segurança adotadas mais que dobrou, e o orçamento de paz aumentou mais que dez vezes. A organização foi responsável por negociar um fim à Guerra Civil de El Salvador, lançou uma missão de paz bem-sucedida na Namíbia e supervisionou as eleições democráticas na África do Sul pós-apartheid e no Camboja pós-Khmer Vermelho. Em 1991, a instituição autorizou uma coalizão liderada pelos EUA que repulsou a invasão iraquiana do Kuwait. Brian Urquhart, subsecretário-geral entre 1971 e 1985, descreveria mais tarde a esperança dada pelo sucesso dessas ações como "falso renascimento", dadas as missões problemáticas que se seguiram.
Embora a Carta da ONU tenha sido escrita com o objetivo principal de prevenir a agressão de uma nação contra outra, durante a década de 1990 as Nações Unidas enfrentaram um número de crises simultâneas e sérias entre territórios como Somália, Haiti, Moçambique e a antiga Iugoslávia. A missão na Somália foi vista como um fracasso após a saída dos Estados Unidos, devido aos acidentes na Batalha de Mogadíscio, e a operação na Bósnia enfrentou "ridicularização mundial" por sua confusa e indecisa missão diante da limpeza étnica. Em 1994, a Missão de Assistência das Nações Unidas para Ruanda falhou em intervir no Genocídio Ruandês no meio de uma indecisão no Conselho de Segurança.
A partir das últimas décadas da Guerra Fria, críticos da organização, principalmente estadunidenses e europeus, a condenaram por percebida má gestão e corrupção. Em 1984, o presidente dos EUA, Ronald Reagan, retirou o financiamento do país à UNESCO (Organização das Nações Unidas para a Educação, a Ciência e a Cultura, fundada em 1946) sob alegações de má gestão, sendo seguido pelo Reino Unido e Singapura. Boutros Boutros-Ghali, de 1992 a 1996 secretário-geral, iniciou uma reforma no Secretariado, reduzindo um tanto o tamanho da organização. Seu sucessor, Kofi Annan (1997–2006), fez novas reformas de gestão em face das ameaças dos Estados Unidos de reter suas cotas da ONU.
No final das décadas de 1990 e 2000, as intervenções internacionais das Nações Unidas tiveram uma ampla variedade de formas. A missão durante a Guerra Civil de Serra Leoa entre 1991–2002 foi suplementada pela Royal Marines britânica, e a invasão do Afeganistão em 2001 foi supervisionada pela OTAN. Em 2003, os Estados Unidos invadiram o Iraque, mesmo sem conseguir passar uma resolução no Conselho de Segurança que lhe desse autorização para o ato, levando a uma nova rodada de questionamento da eficiência da organização. Sob a liderança de Ban Ki-moon, a ONU interveio com tropas de paz em crises como a Guerra de Darfur no Sudão e o conflito de Kivu na República Democrática do Congo, além de enviar observadores e inspetores de armas químicas à Guerra Civil Síria. Em 2013, uma análise interna das ações da ONU nas etapas finais da Guerra civil do Sri Lanka em 2009 concluíram que a associação sofreu "falha sistêmica". 101 funcionários morreram durante o sismo do Haiti de 2010, a maior perda de vidas da história da organização.
A Cúpula do Milênio foi realizada em 2000 para discutir o papel da ONU no século XXI. A reunião de três dias foi a maior reunião de líderes mundiais da história e culminou na adoção, por todos os Estados-membros, dos Objetivos de Desenvolvimento do Milênio (ODM), um compromisso com o desenvolvimento internacional em áreas como redução da pobreza, igualdade de gênero e saúde pública. O progresso em direção a esses objetivos, que deveriam ser alcançados até 2015, foi, em última análise, desigual. A Cúpula Mundial de 2005 reafirmou o foco da ONU na promoção do desenvolvimento, manutenção da paz, direitos humanos e segurança global. Os Objetivos de Desenvolvimento Sustentável (ODS) foram lançados em 2015 para suceder os Objetivos de Desenvolvimento do Milênio.
Além de enfrentar desafios globais, a ONU tem buscado melhorar sua responsabilidade e legitimidade democrática por meio de um maior engajamento com a sociedade civil e o fortalecimento de uma base de apoio global. Em um esforço para aumentar a transparência, em 2016 a organização realizou seu primeiro debate público entre candidatos ao cargo de secretário-geral. Em 1º de janeiro de 2017, o diplomata português António Guterres, que anteriormente havia atuado como Alto Comissário da ONU para Refugiados, tornou-se o nono secretário-geral. Guterres destacou várias metas principais para sua gestão, incluindo a ênfase na diplomacia para a prevenção de conflitos, esforços de manutenção da paz mais eficazes e a reestruturação da organização para torná-la mais responsiva e versátil às necessidades internacionais. Em 13 de junho de 2019, a ONU assinou um Acordo de Parceria Estratégica com o Fórum Econômico Mundial com o objetivo de "acelerar conjuntamente" a implementação da Agenda 2030 para o Desenvolvimento Sustentável.

## Organização
A estrutura das Nações Unidas baseia-se em cinco principais órgãos: a Assembleia Geral, o Conselho de Segurança, o Conselho Econômico e Social (ECOSOC), o Secretariado e o Tribunal Internacional de Justiça. Um sexto órgão principal, o Conselho de Tutela, foi suspenso em 1994, após a independência de Palau, o último território sob a tutela da ONU.
Quatro dos cinco órgãos principais estão localizados na sede principal das Nações Unidas, em Nova Iorque. O Tribunal Internacional de Justiça está localizado em Haia, nos Países Baixos, enquanto outras grandes agências estão baseadas nos escritórios da ONU em Genebra, Viena e Nairobi. Outras instituições das Nações Unidas estão localizadas em todo o mundo. A ONU tem seis línguas oficiais: árabe, chinês, espanhol, francês, inglês e russo. As reuniões oficiais são traduzidas simultaneamente para tais idiomas, assim como os documentos oficiais, tanto impressos em papel quanto on-line. Em algumas dependências, as conferências e os documentos de trabalho estão disponíveis apenas em francês e inglês, e as publicações realizam-se nesses dois idiomas.
Seguindo a Convenção sobre Privilégios e Imunidades das Nações Unidas, a ONU e suas agências estão imunes às leis dos países onde operam, salvaguardando a imparcialidade das Nações Unidas no que diz respeito aos países onde ocorrerão conferências e aos países-membros.

### Assembleia Geral

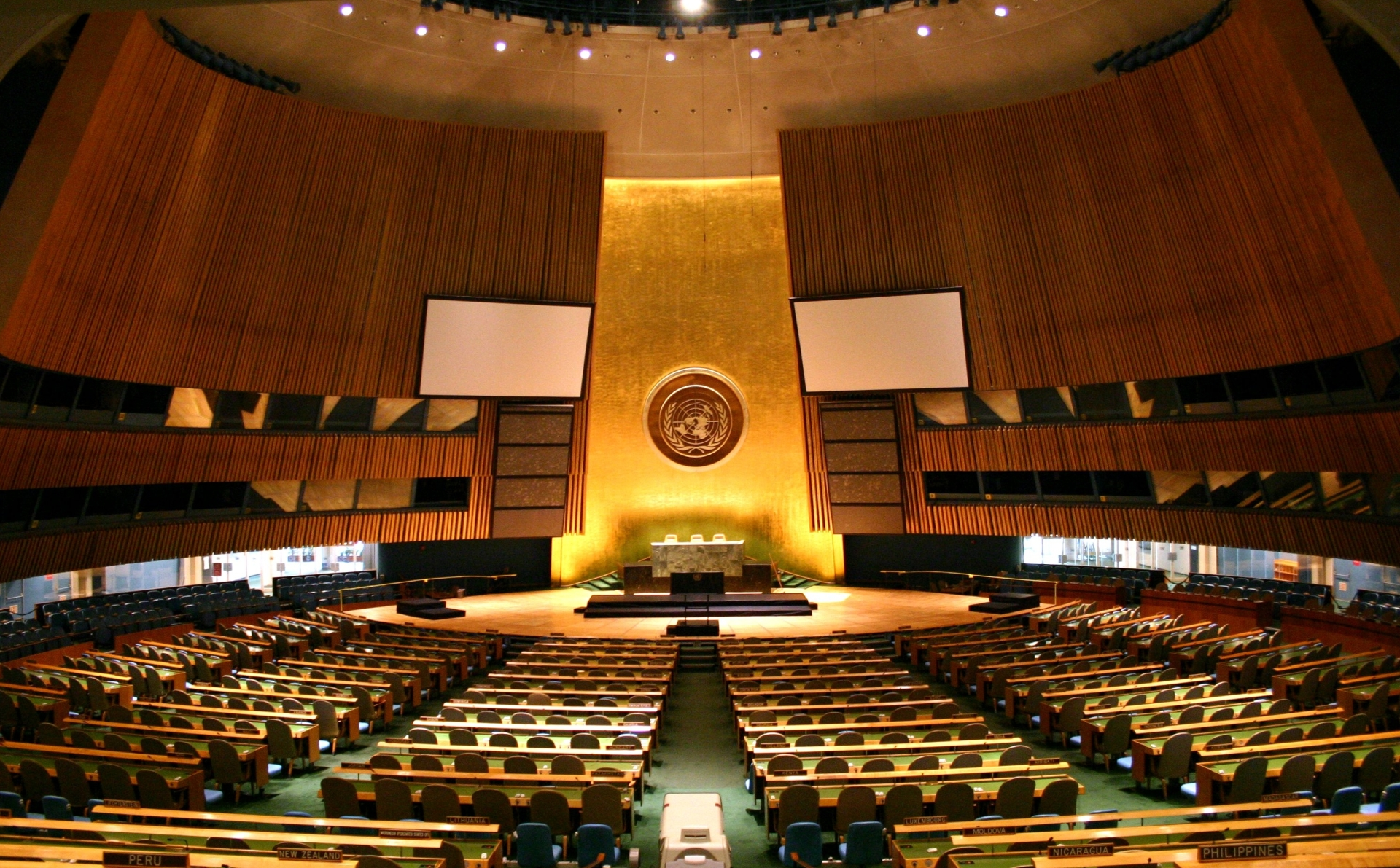
A Assembleia Geral das Nações Unidas é localizada na sede da organização, em Nova Iorque

A Assembleia Geral é a assembleia deliberativa principal das Nações Unidas. Composta por todos os Estados-membros, reúne-se em uma sessão ordinária anual, no âmbito de um presidente eleito entre os países. Ao longo de um período de duas semanas, no início de cada sessão, todos os membros têm a oportunidade de dirigir a montagem. Tradicionalmente, o secretário-geral faz a primeira declaração, seguido pelo presidente da assembleia. A primeira sessão foi convocada em 10 de janeiro de 1946 no Westminster Central Hall, em Londres, e contou com representantes de 51 nações.
Para a aprovação da Assembleia Geral sobre questões importantes, é necessária a maioria de dois terços dos presentes e votantes. Exemplos de questões importantes incluem: recomendações sobre a paz e segurança, eleição de membros de órgãos, admissão, suspensão e expulsão de membros e questões orçamentais. Todas as outras questões são decididas por maioria de votos. Cada país membro tem um voto. Além da aprovação da matéria orçamental, as resoluções não são vinculativas para os membros. A Assembleia pode fazer recomendações sobre quaisquer matérias no âmbito da ONU, excetuando as questões de paz e segurança que estão sob consideração do Conselho de Segurança.

### Conselho de Segurança

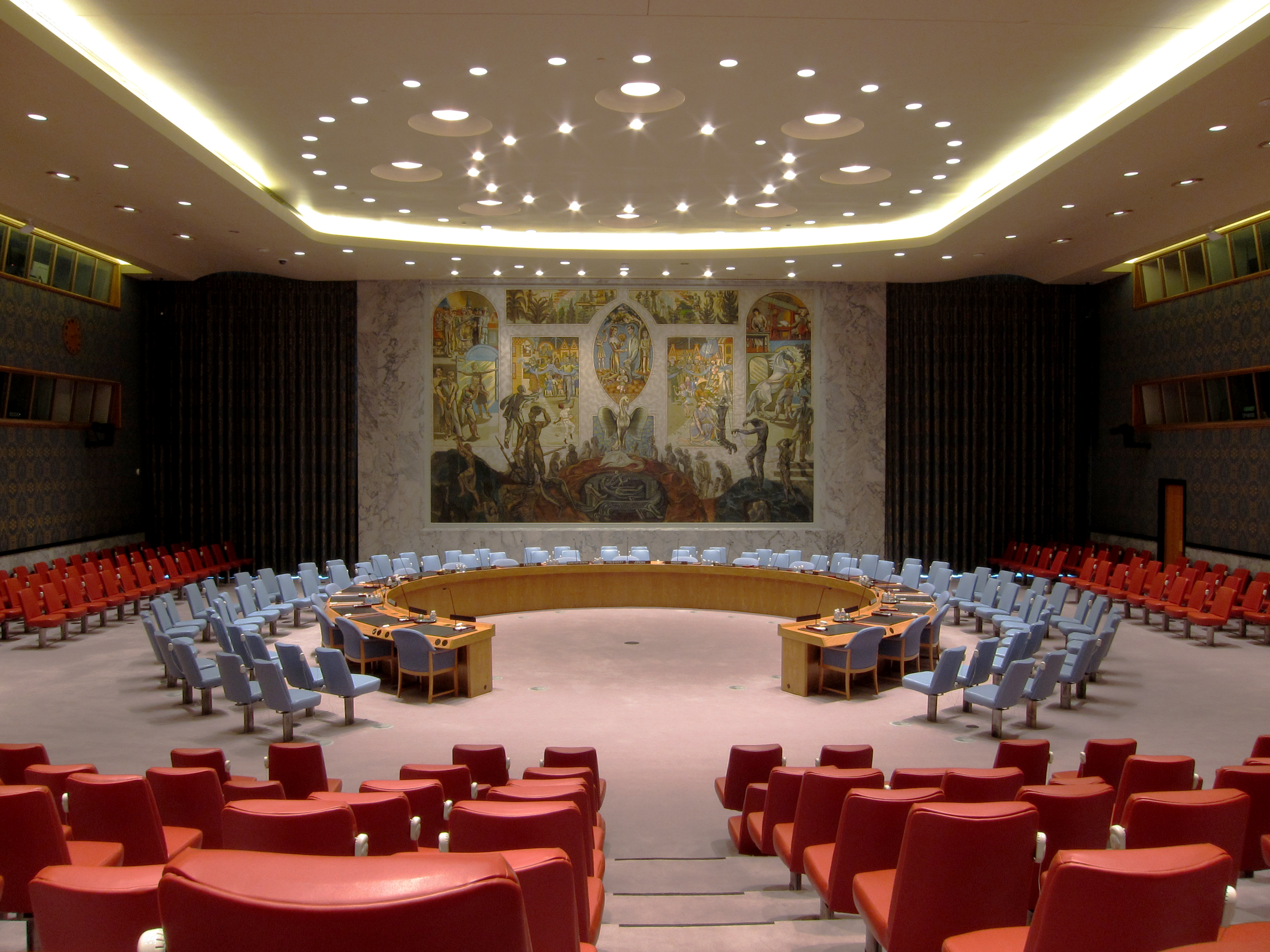
Sala do Conselho de Segurança, em Nova Iorque

O Conselho de Segurança é o responsável por manter a paz e a segurança entre as nações. Enquanto outros órgãos das Nações Unidas só podem fazer "recomendações" para os governos membros, o Conselho de Segurança tem o poder de tomar decisões vinculativas que os governos-membros acordaram em realizar, nos termos do artigo 25 da Carta. As decisões do Conselho são conhecidas como Resoluções do Conselho de Segurança das Nações Unidas.
O Conselho de Segurança é composto por 15 Estados-membros, sendo cinco membros permanentes — China, França, Rússia, Reino Unido e Estados Unidos — e dez membros temporários. Os cinco membros permanentes têm o poder de veto sobre as resoluções do Conselho, mas não processual; isto é, um membro permanente pode impedir a adoção, mas não é capaz de bloquear o debate de uma resolução inaceitável por ele. Os dez membros temporários são mantidos em mandatos de dois anos conforme votado na Assembleia Geral sobre uma base regional. A Presidência do Conselho de Segurança é girada em ordem alfabética a cada mês.

### Secretariado

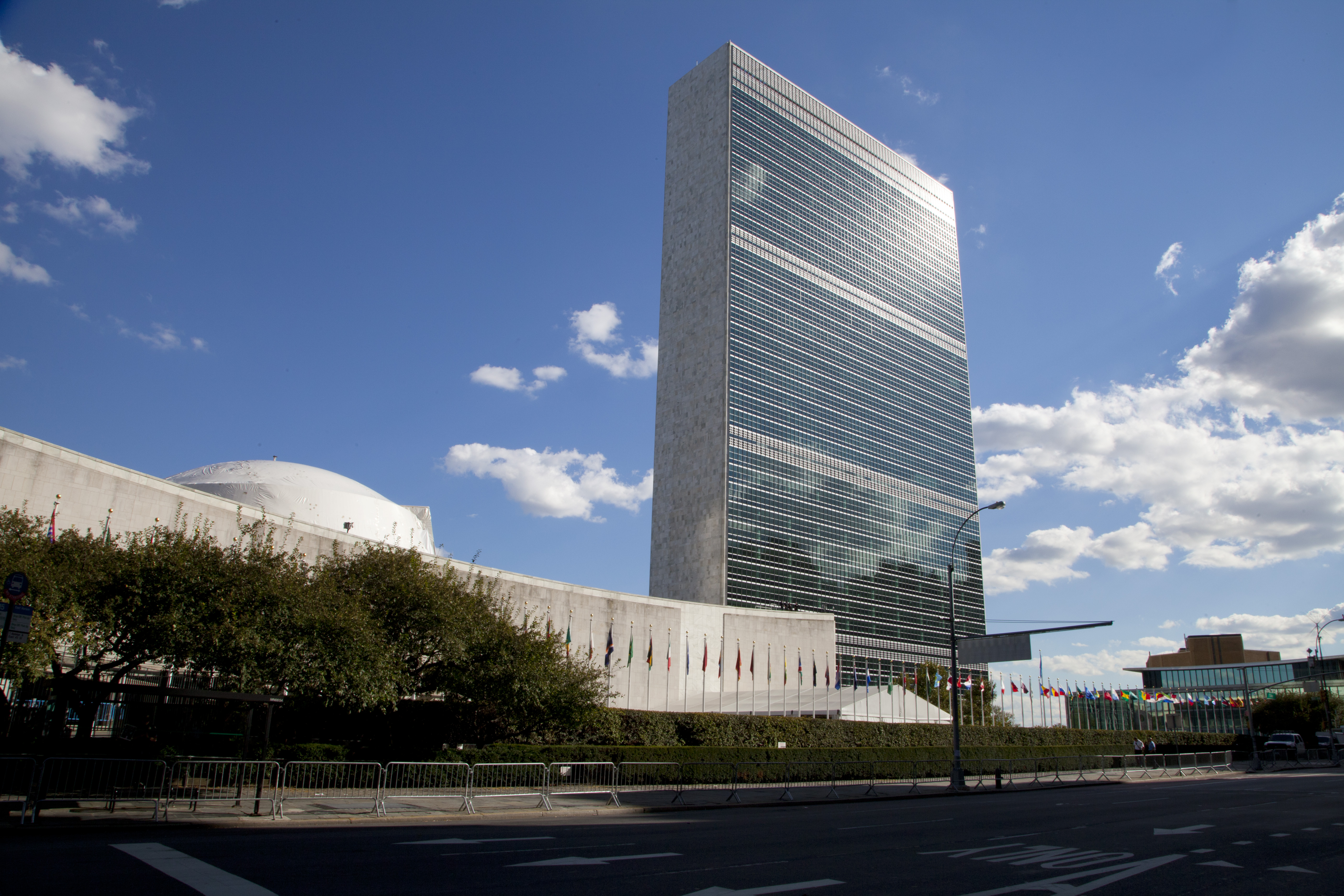
Edifício do secretariado em Nova Iorque, Estados Unidos

O Secretariado das Nações Unidas é chefiado pelo secretário-geral, auxiliado por uma equipe de funcionários internacionais, distribuídos em todo o território global. Ele fornece estudos, informações e facilidades necessárias para que os organismos das Nações Unidas realizem suas reuniões. Também realiza tarefas como dirigir o Conselho de Segurança, a Assembleia Geral, o Conselho Econômico e Social e outros organismos da ONU. A Carta da ONU prevê que os funcionários do Secretariado sejam escolhidos pela aplicação das normas mais elevadas "de eficiência, competência e integridade", tendo na devida conta a importância do recrutamento numa base geográfica ampla.
O documento prevê também que os funcionários não solicitarão e nem receberão instruções de qualquer autoridade que não seja a ONU. Cada país membro da ONU é convocado a respeitar o caráter internacional do Secretariado e não procurar influenciar a instituição. O secretário-geral é o único responsável pela seleção dos funcionários.
Os direitos do secretário-geral incluem a resolução de disputas internacionais, gestão de operações de paz, organização de conferências internacionais, recolhimento de informação sobre a aplicação das decisões do Conselho de Segurança e consulta com os governos membros a respeito de diversas iniciativas. Escritórios do Secretariado nesta área incluem o Escritório do Coordenador de Assuntos Humanitários e o Departamento de Operações de Manutenção. O secretário-geral pode levar à atenção do Conselho de Segurança qualquer assunto que, na sua opinião, possa ameaçar a paz e a segurança internacionais.

#### Secretário-geral

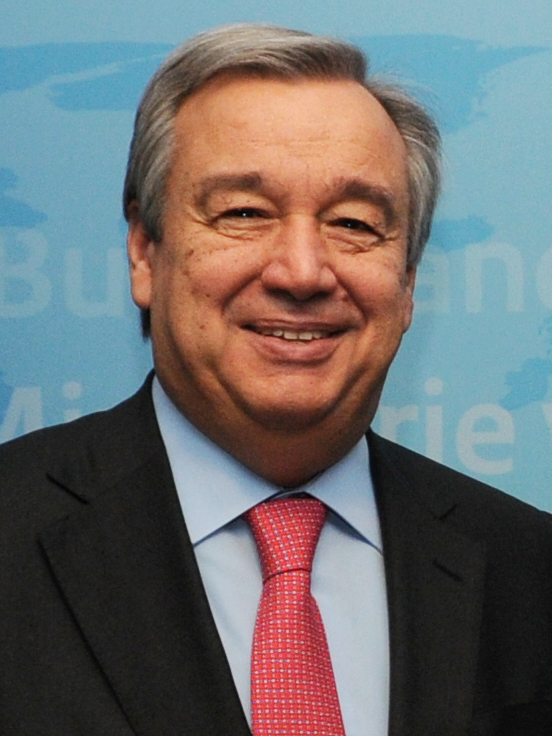
António Guterres, o atual secretário-geral

O secretário-geral atua como porta-voz de facto e líder da ONU. O atual é o português António Guterres, que substituiu Ban Ki-moon em 2017 e cujo segundo mandato expira em 2026.
Descrito por Franklin D. Roosevelt como o "moderador do mundo", o secretário-geral é definido na Carta como "chefe administrativo oficial" da organização, mas o texto também afirma que o secretário-geral pode chamar a atenção do Conselho de Segurança em relação a "qualquer assunto que, em sua opinião, possa ameaçar a manutenção da paz e da segurança internacionais", dando a posição de maior capacidade de ação na cena mundial. O posto exige o duplo papel de administrador da Organização das Nações Unidas e de diplomata e mediador para resolver disputas entre os Estados-membros e chegar a um consenso sobre questões globais.
O secretário-geral é nomeado pela Assembleia Geral, depois de ter sido recomendado pelo Conselho de Segurança. A seleção pode ser vetada por qualquer membro do Conselho, e a Assembleia pode substituir a recomendação do Conselho de Segurança se uma maioria de votos não for atingida.
Não há nenhum critério específico para o cargo, mas, ao longo dos anos, admitiu-se que o cargo será realizado por um ou dois mandatos de cinco anos, que o cargo deve ser nomeado com base no sistema de rotação geográfica e que o secretário-geral não deve ser originário de um dos cinco membros permanentes do Conselho de Segurança.
| Nº | Nome                    | País de origem | Início do mandato      | Fim do mandato         | Nota                                                   |
| -- | ----------------------- | -------------- | ---------------------- | ---------------------- | ------------------------------------------------------ |
| 1  | Trygve Lie              | Noruega        | 2 de fevereiro de 1946 | 10 de novembro de 1952 | Primeiro secretário-geral da Europa. Resignou ao cargo |
| 2  | Dag Hammarskjöld        | Suécia         | 10 de abril de 1953    | 18 de setembro de 1961 | Morreu durante o mandato                               |
| 3  | U Thant                 | Birmânia       | 30 de novembro de 1961 | 1 de janeiro de 1972   | Primeiro secretário-geral da Ásia                      |
| 4  | Kurt Waldheim           | Áustria        | 1 de janeiro de 1972   | 1 de janeiro de 1982   |                                                        |
| 5  | Javier Pérez de Cuéllar | Peru           | 1 de janeiro de 1982   | 1 de janeiro de 1992   | Primeiro secretário-geral da América do Sul            |
| 6  | Boutros Boutros-Ghali   | Egito          | 1 de janeiro de 1992   | 1 de janeiro de 1997   | Primeiro secretário-geral da África                    |
| 7  | Kofi Annan              | Gana           | 1 de janeiro de 1997   | 1 de janeiro de 2007   |                                                        |
| 8  | Ban Ki-moon             | Coreia do Sul  | 1 de janeiro de 2007   | 1 de janeiro de 2017   |                                                        |
| 9  | António Guterres        | Portugal       | 1 de janeiro de 2017   |                        | Primeiro secretário-geral de um país lusófono          |

### Tribunal Internacional de Justiça

Palácio da Paz, sede do Tribunal Internacional de Justiça em Haia, Países Baixos

O Tribunal Internacional de Justiça (TIJ), localizado em Haia, Países Baixos, é o principal órgão judicial das Nações Unidas. Fundado em 1945 pela Organização das Nações Unidas, o Tribunal começou a trabalhar em 1946 como sucessor da Corte Permanente de Justiça Internacional. O Estatuto da Corte Internacional de Justiça, semelhante ao do seu antecessor, é o principal documento constitucional, constituindo e regulando o Tribunal de Justiça.
Baseia-se no Palácio da Paz, em Haia, Países Baixos, partilha o edifício com a Academia de Direito Internacional de Haia, um centro privado para o estudo do direito internacional. Vários dos atuais juízes do Tribunal de Justiça são alunos ou ex-membros do corpo docente da Academia. Sua finalidade é dirimir litígios entre os Estados. O tribunal ouve casos relacionados a crimes de guerra, a interferência estatal ilegal, casos de limpeza étnica, entre outros.
Um tribunal relacionado, o Tribunal Penal Internacional (TPI), iniciou a sua atividade em 2002 através de discussões internacionais iniciada pela Assembleia Geral. É o primeiro tribunal internacional permanente, encarregado de julgar aqueles que cometem os crimes mais graves do direito internacional, incluindo os crimes de guerra e genocídio. O TPI é funcionalmente independente das Nações Unidas, em termos de pessoal e financiamento, mas algumas reuniões do organismo que rege o TPI, a Assembleia dos Estados Partes do Estatuto de Roma, são realizadas na ONU. Existe um "acordo de relacionamento" entre o TPI e a ONU que determina como as duas instituições relacionam-se entre si juridicamente.

### Conselho Econômico e Social

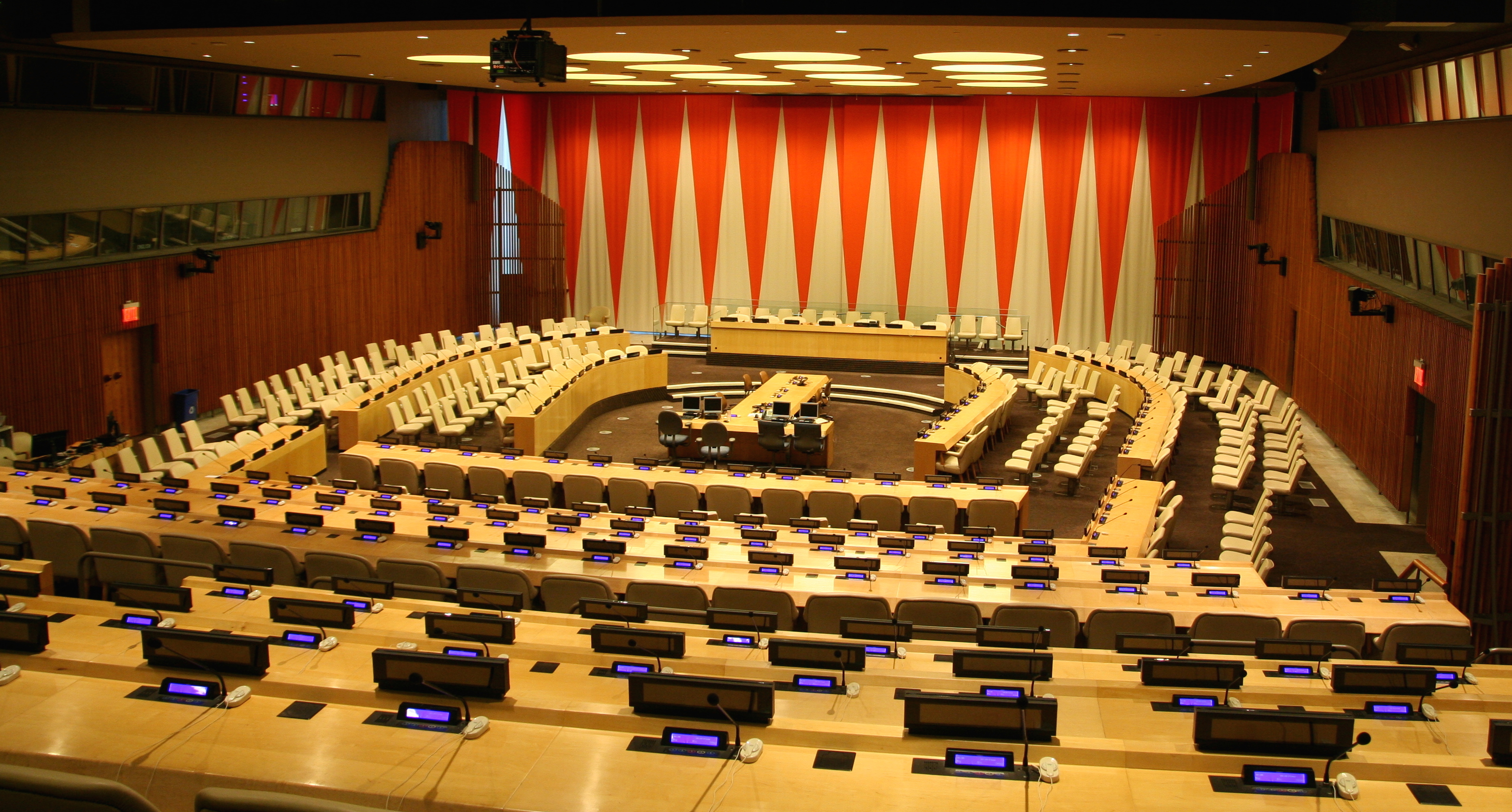
Sala do Conselho Econômico e Social na sede da ONU

O Conselho Econômico e Social (ECOSOC) assiste a Assembleia Geral na promoção da cooperação econômica e social e do desenvolvimento internacional. O ECOSOC possui 54 membros, os quais são eleitos pela Assembleia Geral para um mandato de três anos. O presidente é eleito para um mandato de um ano e é escolhido entre os poderes pequenos ou médios representados no ECOSOC. O ECOSOC se reúne uma vez por ano, em julho, por um período de quatro semanas.
Desde 1998, ele realiza uma outra reunião em abril, com os principais Ministros das Finanças do Banco Mundial e do Fundo Monetário Internacional (FMI). Criado separadamente dos organismos especializados que coordena, o ECOSOC tem funções que incluem recolher informação, aconselhar e fazer recomendações aos países membros. Além disso, o ECOSOC está bem posicionado para fornecer coerência de políticas e coordenar as funções de sobreposição de organismos subsidiários da ONU e é nesse papel que é mais ativo.

### Conselho de Direitos Humanos

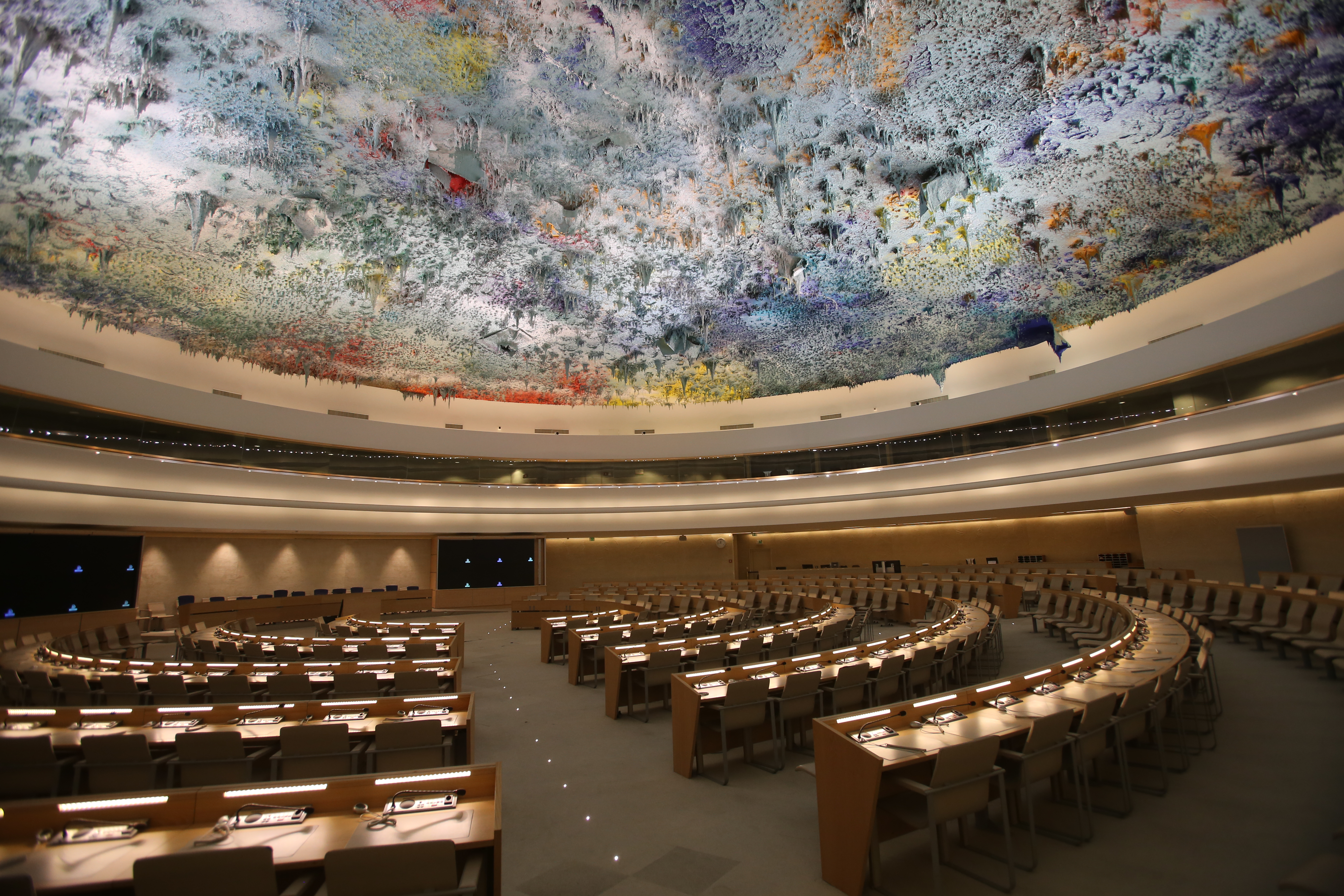
Sala usada pelo Conselho de Direitos Humanos das Nações Unidas no Palácio das Nações em Genebra, Suíça

O Conselho de Direitos Humanos das Nações Unidas é o sucessor da Comissão das Nações Unidas para os Direitos Humanos e é parte do corpo de apoio à Assembleia Geral das Nações Unidas. Baseado em Genebra, sua principal finalidade é aconselhar a Assembleia Geral sobre situações em que os direitos humanos são violados. À Assembleia Geral, por sua vez, compete fazer recomendações ao Conselho de Segurança.
Em 15 de março de 2006, a ONU aprovou a criação dessa nova organização de direitos humanos, apesar da oposição dos Estados Unidos. É formado por 47 países, enquanto a Comissão de Direitos Humanos contava com 53 países membros. A criação do novo conselho foi aprovada por 170 dos 190 membros da Assembleia. Quatro nações votaram contra — Estados Unidos, as Ilhas Marshall, Palau e Israel. Não votaram Bielorrússia, Irã e Venezuela. Os países contrários justificaram seus votos alegando que haveria pouco poder envolvido e não se conseguiria evitar os abusos contra os direitos humanos que acontecem ao redor do mundo. As 47 cadeiras desse novo conselho são distribuídas entre grupos regionais: 13 para a África, 13 para a Ásia, 6 para a Europa Oriental, 8 para a América Latina e Caribe e 7 para "Europa Ocidental e Outros", que inclui a América do Norte, a Oceania e a Turquia. A primeira eleição de membros aconteceu no dia 9 de maio de 2006.

### Instituições especializadas
Há muitas organizações e agências das Nações Unidas que funcionam para trabalhar sobre questões específicas. Algumas das agências mais conhecidas são a Agência Internacional de Energia Atómica, a Organização das Nações Unidas para a Alimentação e a Agricultura, a UNESCO (Organização das Nações Unidas para a Educação, a Ciência e a Cultura), o Banco Mundial e a Organização Mundial da Saúde. É por meio dessas agências que a ONU realiza a maior parte de seu trabalho humanitário. Exemplos incluem programas de vacinação em massa (através da OMS), de prevenção da fome e da desnutrição (através do trabalho do PAM) e à proteção dos mais vulneráveis e das pessoas deslocadas (por exemplo, o ACNUR). A Carta das Nações Unidas prevê que cada órgão principal da ONU pode estabelecer várias agências especializadas para cumprir suas funções.
| Nº | Acrônimo | Bandeira                                                             | Agência                                                          | Sede                             | Chefe                     | Fundada em  |
| -- | -------- | -------------------------------------------------------------------- | ---------------------------------------------------------------- | -------------------------------- | ------------------------- | ----------- |
| 1  | FAO      | Organização das Nações Unidas para a Alimentação e a Agricultura     | Organização das Nações Unidas para a Alimentação e a Agricultura | Roma, Itália                     | Qu Dongyu                 | 1945 (1944) |
| 2  | AIEA     | Agência Internacional de Energia Atómica                             | Agência Internacional de Energia Atômica                         | Viena, Áustria                   | Rafael Grossi             | 1957        |
| 3  | OACI     | Organização da Aviação Civil Internacional                           | Organização da Aviação Civil Internacional                       | Montreal, Canadá                 | Fang Liu                  | 1947        |
| 4  | IFAD     | Fundo Internacional de Desenvolvimento Agrícola                      | Fundo Internacional de Desenvolvimento Agrícola                  | Roma, Itália                     | Gilbert Houngbo           | 1977        |
| 5  | OIT      | Organização Internacional do Trabalho                                | Organização Internacional do Trabalho                            | Genebra, Suíça                   | Guy Ryder                 | 1946 (1919) |
| 6  | OMI      | Organização Marítima Internacional                                   | Organização Marítima Internacional                               | Londres, Reino Unido             | Kitack Lim                | 1948        |
| 7  | FMI      | Fundo Monetário Internacional                                        | Fundo Monetário Internacional                                    | Washington, D.C., Estados Unidos | Kristalina Gueorguieva    | 1945 (1944) |
| 8  | UIT      | União Internacional de Telecomunicações                              | União Internacional de Telecomunicações                          | Genebra, Suíça                   | Houlin Zhao               | 1947 (1865) |
| 9  | UNESCO   | Organização das Nações Unidas para a Educação, a Ciência e a Cultura | Organização para a Educação, a Ciência e a Cultura               | Paris, França                    | Audrey Azoulay            | 1946        |
| 10 | UNIDO    | Organização das Nações Unidas para o Desenvolvimento Industrial      | Organização para o Desenvolvimento Industrial                    | Viena, Áustria                   | Li Yong                   | 1967        |
| 11 | OMT      | Organização Mundial de Turismo                                       | Organização Mundial do Turismo                                   | Madrid, Espanha                  | Zurab Pololikashvili      | 1974        |
| 12 | UPU      | União Postal Universal                                               | União Postal Universal                                           | Berna, Suíça                     | Bishar Abdirahman Hussein | 1947 (1874) |
| 13 | BM       |                                                                      | Banco Mundial                                                    | Washington, D.C., Estados Unidos | David Malpass             | 1945 (1944) |
| 14 | PAM      | Programa Alimentar Mundial                                           | Programa Alimentar Mundial                                       | Roma, Itália                     | David Beasley             | 1963        |
| 15 | OMS      | Organização Mundial da Saúde                                         | Organização Mundial da Saúde                                     | Genebra, Suíça                   | Tedros Adhanom            | 1948        |
| 16 | OMPI     | Organização Mundial da Propriedade Intelectual                       | Organização Mundial da Propriedade Intelectual                   | Genebra, Suíça                   | Francis Gurry             | 1974        |
| 17 | OMM      | Organização Meteorológica Mundial                                    | Organização Meteorológica Mundial                                | Genebra, Suíça                   | Gerhard Adrian            | 1950 (1873) |

## Membros

Uma animação que mostra a linha do tempo do aumento dos estados-membros da ONU, de acordo com a própria. A Antártica não tem governo; o controle do Saara Ocidental está em disputa; e os territórios administrados por Taiwan e Kosovo são considerados pela organização províncias da China e da Sérvia, respectivamente

Com a entrada do Sudão do Sul em 14 de julho de 2011, há 193 estados-membros na Organização das Nações Unidas, incluindo todos os Estados soberanos que não estão sob disputa, à parte do Vaticano. A Carta da ONU dá as regras para a filiação:

1. A admissão como Membro das Nações Unidas fica aberta a todos os Estados amantes da paz que aceitarem as obrigações contidas na presente Carta e que, a juízo da Organização, estiverem aptos e dispostos a cumprir tais obrigações.
2. A admissão de qualquer desses Estados como Membros das Nações Unidas será efetuada por decisão da Assembleia Geral, mediante recomendação do Conselho de Segurança. Capítulo II, Artigo 4.

Em adição, há dois observadores da Assembleia Geral das Nações Unidas: a Santa Sé, que tem soberania sobre o Vaticano, e o Estado da Palestina. As Ilhas Cook e o Niue, ambos estados associados à Nova Zelândia, são membros completos de diversas agências especializadas da ONU e têm sua "capacidade de realização de tratados" reconhecida pelo Secretariado.

### Grupo dos 77
O Grupo dos 77 é uma coalizão livre dos países em desenvolvimento, designado para promover os interesses econômicos coletivos de seus membros e criar uma capacidade de negociação conjunta e reforçada dentro das Nações Unidas. 77 nações fundaram o grupo, mas em novembro de 2013 esse número já estava em 133. Sua fundação ocorreu em 15 de junho de 1964 pela Declaração Conjunta dos Setenta e Sete Países emitida na Conferência das Nações Unidas sobre Comércio e Desenvolvimento (UNCTAD). O primeiro grande encontro do grupo ocorreu em Argel, em 1967, onde foi adotada a Carta de Argel e estabelecida a base para as estruturas institucionais permanentes.

## Objetivos

### Manutenção da paz e segurança

Mapa mostrando as forças de manutenção da paz das Nações Unidas. As regiões em azul escuro indicam missões atuais, enquanto que as em azul claro indicam missões anteriores

A Organização das Nações Unidas, após autorização do Conselho de Segurança, envia forças de manutenção da paz para regiões onde o conflito armado recentemente cessou ou foi pausado para fazer cumprir os termos dos acordos de paz e desencorajar combatentes a retomar as hostilidades. Uma vez que as Nações Unidas não têm seu próprio exército, as tropas são providenciadas de maneira voluntária pelos estados-membros. Esses soldados são às vezes apelidados de "capacetes azuis" por seu vestuário distinto. A força de manutenção de paz como um todo ganhou o Prêmio Nobel da Paz em 1988.
Em março de 2015, a ONU tinha soldados encarregados de 16 missões. A maior delas foi a Missão das Nações Unidas na República Democrática do Congo (MONUSCO), que envolveu 20 688 pessoas uniformizadas. A menor, Grupo de Observadores Militares das Nações Unidas para Índia e Paquistão (UNMOGIP), incluiu 42 agentes responsáveis por monitorar o cessar-fogo de Jammu e Caxemira. As tropas de paz da Organização de Supervisão de Trégua das Nações Unidas (UNTSO) estão estacionadas no Oriente Médio desde 1948, sendo a mais longa missão de paz ainda ativa.
Um estudo da RAND Corporation realizado em 2005 diz que a ONU é bem-sucedida em duas de cada três tentativas de manutenção da paz. Ele comparou os esforços de construção de países pelas Nações Unidas e os Estados Unidos, e concluiu que sete dos oito da ONU estavam em paz, contra quatro de oito dos EUA. No mesmo ano, o Human Security Report documentou um declínio no número de genocídios e abusos de direitos humanos desde o fim da Guerra Fria, e apresentou evidências, ainda que circunstanciais, de que o ativismo internacional — encabeçado principalmente pela organização — tinha sido o principal motivo para a redução de conflitos armados nesse período. Situações em que a ONU agiu não só para manter a paz mas também interveio incluem a Guerra da Coreia (1950–53) e a autorização da intervenção no Iraque após a Guerra do Golfo (1990–91).
As Nações Unidas já receberam críticas por falhas percebidas. Em vários casos, os estados-membros mostraram relutância em alcançar ou fazer cumprir as resoluções do Conselho de Segurança. Desentendimentos no Conselho quanto às ações e intervenções militares são citados como motivo para não se ter conseguido evitar os genocídios em Bangladesh, em 1971, Camboja nos anos 1970 e Ruanda em 1994. De maneira similar, a falta de ação da ONU é alegadamente culpada tanto por não impedir o massacre de Srebrenica em 1995 ou por não completar as operações de manutenção da paz na Guerra Civil da Somália. As tropas de paz da organização também já foram acusadas de abuso sexual de crianças, solicitação de prostitutas e abuso sexual durante várias das missões na República Democrática do Congo, Haiti, Libéria, Sudão e no que hoje é o Sudão do Sul, Burundi e Costa do Marfim. Cientistas citaram militares da instituição como a mais provável fonte do surto de cólera no Haiti de 2010, que matou mais de 8 mil haitianos após o terremoto ocorrido no país naquele ano.
Além de tentar manter a paz mundial, a ONU também é bastante ativa em encorajar o desarmamento. A regulação de armamentos foi incluída na Carta da ONU em 1945 e foi imaginada como uma forma de limitar o uso de recursos humanos e econômicos na sua criação. O advento das armas nucleares veio somente algumas semanas depois da assinatura da Carta, resultando na primeira resolução do primeiro encontro da Assembleia Geral, convocando propostas específicas para "a eliminação dos arsenais nacionais das armas nucleares e outras armas relevantes capazes de causar destruição em massa". A ONU esteve envolvida em tratados de limitação de armas, como o Tratado do Espaço Exterior (1967), o Tratado de Não Proliferação de Armas Nucleares (1968), o Tratado sobre a Proibição da Colocação de Armas Nucleares e Outras Armas de Destruição em Massa no Leito do Mar e no Fundo do Oceano (1971), a Convenção sobre as Armas Biológicas (1972), a Convenção sobre as Armas Químicas (1992) e o Tratado de Ottawa (1997), que proíbe minas terrestres. Três corpos da ONU cuidam de problemas relacionados à proliferação de armas: a Agência Internacional de Energia Atômica, a Organização para a Proibição de Armas Químicas e a Comissão Preparatória da Organização para a Proibição Completa dos Testes Nucleares.

### Direitos humanos
Um dos objetivos principais da ONU é "promover e estimular o respeito aos direitos humanos e às liberdades fundamentais para todos, sem distinção de raça, sexo, língua ou religião", e os estados-membros se comprometem a agir "em cooperação com a ONU, em conjunto ou separadamente".

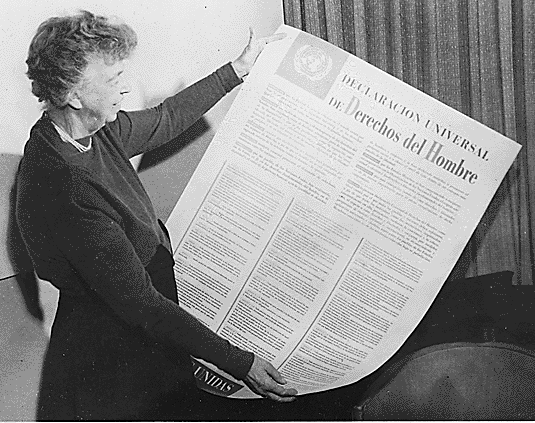
Eleanor Roosevelt com a Declaração Universal dos Direitos Humanos em espanhol, 1949

Em 1948, a Assembleia Geral adotou a Declaração Universal dos Direitos Humanos, escrita pela viúva de Franklin D. Roosevelt, Eleanor, com o advogado francês René Cassin. O documento proclama direitos civis, políticos e econômicos básicos e comuns a todos os seres humanos, muito embora a sua eficácia em ajudar a conquistar esses direitos tenha sido alvo de discussão desde a elaboração. A Declaração serve como um "padrão comum de conquista para todos os povos e nações" em vez de ser um documento juridicamente vinculativo, mas o texto foi a base para dois tratados obrigatórios: o Pacto Internacional dos Direitos Civis e Políticos e o Pacto Internacional dos Direitos Econômicos, Sociais e Culturais, ambos de 1966. Na prática, as Nações Unidas são incapazes de agir de maneira significativa contra os abusos de direitos humanos sem uma resolução do Conselho de Segurança, embora tenham papel importante na investigação e no relato de tais crimes.
A Convenção sobre a eliminação de todas as formas de discriminação contra as mulheres foi adotada pela Assembleia Geral em 1979, seguida pela Convenção internacional sobre os direitos da criança em 1989. Com o término da Guerra Fria, a pressão por ações que ajudassem no respeito aos direitos humanos tomou um novo impulso. A Comissão das Nações Unidas para os Direitos Humanos foi formada em 1993 para cuidar dos problemas de direitos humanos pela organização, após a recomendação feita na Conferência Mundial sobre Direitos Humanos, realizada naquele ano. Jacques Fomerand, um estudioso da instituição, descreve essa comissão como "ampla e vaga", com recursos "escassos" para ser possível mantê-la. Em 2006, ela foi substituída pelo Conselho de Direitos Humanos, constituído de 47 países. No mesmo ano, foi aprovada a Declaração sobre os Direitos dos Povos Indígenas, e em 2011 veio a primeira resolução reconhecendo os direitos da comunidade LGBT.
Outros corpos da ONU responsáveis pelos problemas dos direitos da mulher incluem: a Comissão sobre a Situação das Mulheres, uma comissão do ECOSOC fundada em 1946; o Fundo de Desenvolvimento das Nações Unidas para a mulher, criado em 1976; e o Instituto Internacional de Pesquisas e Capacitação para o Progresso da Mulher, iniciada em 1979. O Fórum Permanente sobre Questões Indígenas, uma das três agências com mandato para cuidar dos problemas relacionados à população indígena, teve sua primeira sessão em 2002.

### Desenvolvimento econômico e assistência humanitária
Objetivos de Desenvolvimento do Milênio
1. Erradicar a pobreza e a fome
2. Atingir o ensino básico universal
3. Promover a igualdade entre os sexos e a autonomia das mulheres
4. Reduzir a mortalidade na infância
5. Melhorar a saúde materna
6. Combater o HIV/AIDS, a malária e outras doenças
7. Garantir a sustentabilidade ambiental
8. Estabelecer uma parceria mundial para o desenvolvimento

Outro propósito primário da ONU é "conseguir uma cooperação internacional para resolver os problemas internacionais de caráter econômico, social, cultural ou humanitário". Várias agências foram criadas para trabalhar e alcançar esse objetivo, principalmente sob a autoridade da Assembleia Geral e do ECOSOC. Em 2000, os 192 estados-membros concordaram em atingir oito Objetivos de Desenvolvimento do Milênio até 2015, ano esse em que foram sucedidos pelos dezessete Objetivos de Desenvolvimento Sustentável, que ficam em vigor até 2030 e têm uma estrutura de financiamento associada chamada Agenda de Ação Adis Abeba.
O Programa das Nações Unidas para o Desenvolvimento (PNUD), uma organização de assistência técnica baseada em subvenções fundada em 1945, é uma das forças principais no campo de desenvolvimento internacional. É também responsável pelo Índice de Desenvolvimento Humano (IDH), uma medida comparativa que classifica os países por pobreza, alfabetização, educação, expectativa de vida e outros fatores. A Organização das Nações Unidas para Alimentação e Agricultura (FAO), criada no mesmo ano, promove o desenvolvimento agrícola e a segurança alimentícia. A UNICEF (Fundo das Nações Unidas para a Infância) foi estabelecida em 1946 para assistir as crianças europeias após a Segunda Guerra Mundial e expandiu sua missão para prover ajuda ao redor do globo e sustentar a Convenção sobre os Direitos da Criança.
O Grupo Banco Mundial e o Fundo Monetário Internacional (FMI) são agências independentes e especializadas dentro da estrutura da ONU, segundo um acordo de 1947. Eles foram inicialmente formados separadamente à instituição pelos Acordos de Bretton Woods em 1944. O Banco Mundial provê empréstimos para o desenvolvimento internacional, enquanto o FMI promove a cooperação mundial e dá créditos de emergência para países endividados.

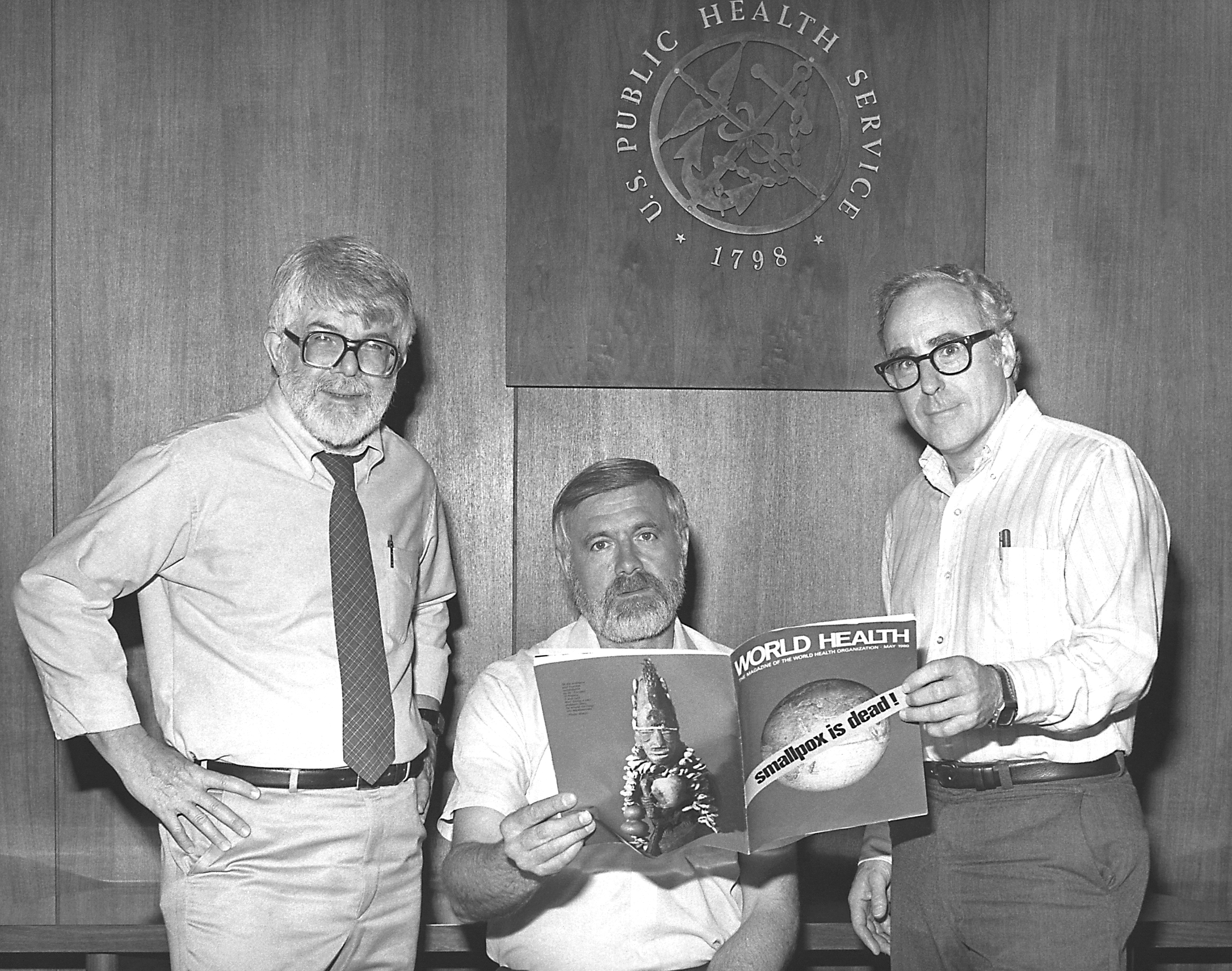
Os três ex-diretores do Programa Mundial de Erradicação da Varíola anunciam que a varíola foi extinta globalmente, 1980

A Organização Mundial da Saúde (OMS), que se foca em problemas de saúde internacionais e na erradicação de doenças, é um dos maiores órgãos da ONU. Em 1980, anunciou que a erradicação da varíola havia sido completada. Nas décadas seguintes, a OMS extinguiu quase que completamente a poliomielite, a oncocercose e a lepra. O UNAIDS foi iniciado em 1996 e coordena a resposta das Nações Unidas para a epidemia de AIDS; o Fundo de População das Nações Unidas, que também dedica parte de seus recursos para combater o HIV, é a maior fonte mundial de serviços de saúde sexual e planejamento familiar.
Em conjunto com o Movimento Internacional da Cruz Vermelha e do Crescente Vermelho, a Organização das Nações Unidas frequentemente tem papel principal em coordenar ajuda emergencial. O Programa Mundial de Alimentação (PMA), originado em 1961, dá assistência alimentar em resposta à fome, a desastres naturais e aos conflitos armados. A organização informa que alimenta uma média de 90 milhões de pessoas em 80 nações a cada ano. O Alto Comissariado das Nações Unidas para os Refugiados (ACNUR), estabelecido em 1950, trabalha para a proteção dos direitos dos refugiados, requerentes de asilo e apátridas. Os programas ACNUR e PMA são financiados por contribuições voluntárias de governos, corporações e civis, mas os custos administrativos do ACNUR são pagos pelo orçamento principal da ONU.

### Outros
Desde a sua fundação, oitenta colônias tornaram-se independentes. A Assembleia Geral adotou a Declaração sobre a Concessão da Independência aos Países e Povos Coloniais em 1960, sem votos contra mas abstenções de todas as principais potências coloniais. A organização trabalha na descolonização através de grupos como o Comitê Especial da Descolonização, criado em 1962. O comitê lista dezessete "territórios não auto-governantes" restantes, dos quais o Saara Ocidental é o maior e mais populoso.
A partir da formação do Programa das Nações Unidas para o Meio Ambiente (PNUMA) em 1972, a ONU tornou os problemas ambientais parte importante de sua agenda. A falta de sucesso nessa área durante as suas duas primeiras décadas de existência levou à ECO-92, conferência realizada no Rio de Janeiro, Brasil, que procurou dar um novo impulso a esses esforços. Em 1998, o PNUMA e a Organização Meteorológica Mundial, outra agência da ONU, criaram o Painel Intergovernamental sobre Mudanças Climáticas, que avalia e relata as pesquisas sobre o aquecimento global. O Protocolo de Quioto, patrocinado pelas Nações Unidas e assinado em 1997, estabeleceu metas de redução de emissões juridicamente vinculativas para os Estados que ratificaram. Em 2015, durante a COP-21, foi esboçado o Acordo de Paris, o primeiro acordo universal a definir medidas para reduzir os efeitos das mudanças climáticas e aprovado por aclamação por quase todos os países.
A instituição também declara e coordena datas comemorativas, períodos de tempo para observar e informar-se sobre problemas de interesse ou preocupação internacional. Exemplos são o Dia Mundial da Tuberculose, o Dia da Terra e o Ano Internacional dos Desertos e Desertificação (2006).

## Financiamento
| Estado-membro          | Contribuição (% do orçamento da ONU) | Contribuição (% do orçamento da ONU) |
| Estado-membro          | 2013                                 | 2021                                 |
| ---------------------- | ------------------------------------ | ------------------------------------ |
| Estados Unidos         | 22,000%                              | 22,000%                              |
| Japão                  | 10,833%                              | 8,564%                               |
| Alemanha               | 7,141%                               | 6,090%                               |
| França                 | 5,593%                               | 4,427%                               |
| Reino Unido            | 5,179%                               | 4,567%                               |
| China                  | 5,148%                               | 12,005%                              |
| Itália                 | 4,448%                               | 3,307%                               |
| Canadá                 | 2,984%                               | 2,734%                               |
| Espanha                | 2,973%                               | 2,146%                               |
| Brasil                 | 2,934%                               | 2,948%                               |
| Rússia                 | 18,390%                              | 2,405%                               |
| Coreia do Sul          | 18,390%                              | 2,267%                               |
| Austrália              | 18,390%                              | 2,210%                               |
| Países Baixos          | 18,390%                              | 1,356%                               |
| México                 | 18,390%                              | 1,292%                               |
| Arábia Saudita         | 18,390%                              | 1,172%                               |
| Suíça                  | 18,390%                              | 1,151%                               |
| Outros Estados-membros | 18,390%                              | Desconhecido                         |

A ONU é financiada a partir de contribuições voluntárias dos Estados-membros. A Assembleia Geral aprova o orçamento regular e determina a taxa para cada membro. O valor a pagar é principalmente baseado na capacidade de cada país, conforme seu Produto nacional bruto (PNB), com ajustes em relação à dívida externa e no caso de baixa renda per capita.
A Assembleia estabeleceu que as Nações Unidas não devem ser excessivamente dependentes de qualquer membro para financiarem suas operações. Assim, existe uma taxa "teto", que fixa o montante máximo de cada membro que é doado para o orçamento regular. Em dezembro de 2000, a Assembleia revisou a escala de doações global para refletir as circunstâncias atuais, em resposta a pressões dos Estados Unidos. Como parte dessa revisão, o limite de pagamento foi reduzido de 25% para 22%. Além de uma taxa limite, o valor mínimo avaliado a qualquer país membro (ou a taxa "piso") é fixado em 0,001% do orçamento da ONU. Para os países menos desenvolvidos, um limite máximo de 0,01% é aplicado.
Uma grande parte das despesas da ONU está relacionada ao cerne de seus objetivos: a paz e a segurança, sendo que o orçamento dessas áreas é separado do regular. Para a manutenção da paz, estavam disponíveis US$ 7,54 bilhões no ano fiscal 2013–14, de forma a apoiar os 82 318 soldados ativos em 15 missões pelo mundo. As operações de paz são financiadas por doações, utilizando uma fórmula derivada da escala de financiamento regular e incluindo uma sobretaxa para os cinco membros permanentes do Conselho de Segurança, que deve aprovar todas as ações de paz. Essa sobretaxa serve para compensar o desconto dado nas taxas de manutenção de paz para os países menos desenvolvidos. Em 2013, os principais provedores de contribuição financeira para a organização eram Estados Unidos (28,38%), Japão (10,83%), França (7,22%), Alemanha (7,14%), Reino Unido (6,68%), China (6,64%), Itália (4,45%), a Federação Russa (3,15%), Canadá (2,98%) e Espanha (2,97%).
Os programas especiais não incluídos no orçamento regular, como a UNICEF e o Programa Mundial de Alimentação, são financiados por contribuições voluntárias dos membros, corporações e doações de civis.

## Prêmios e controvérsias

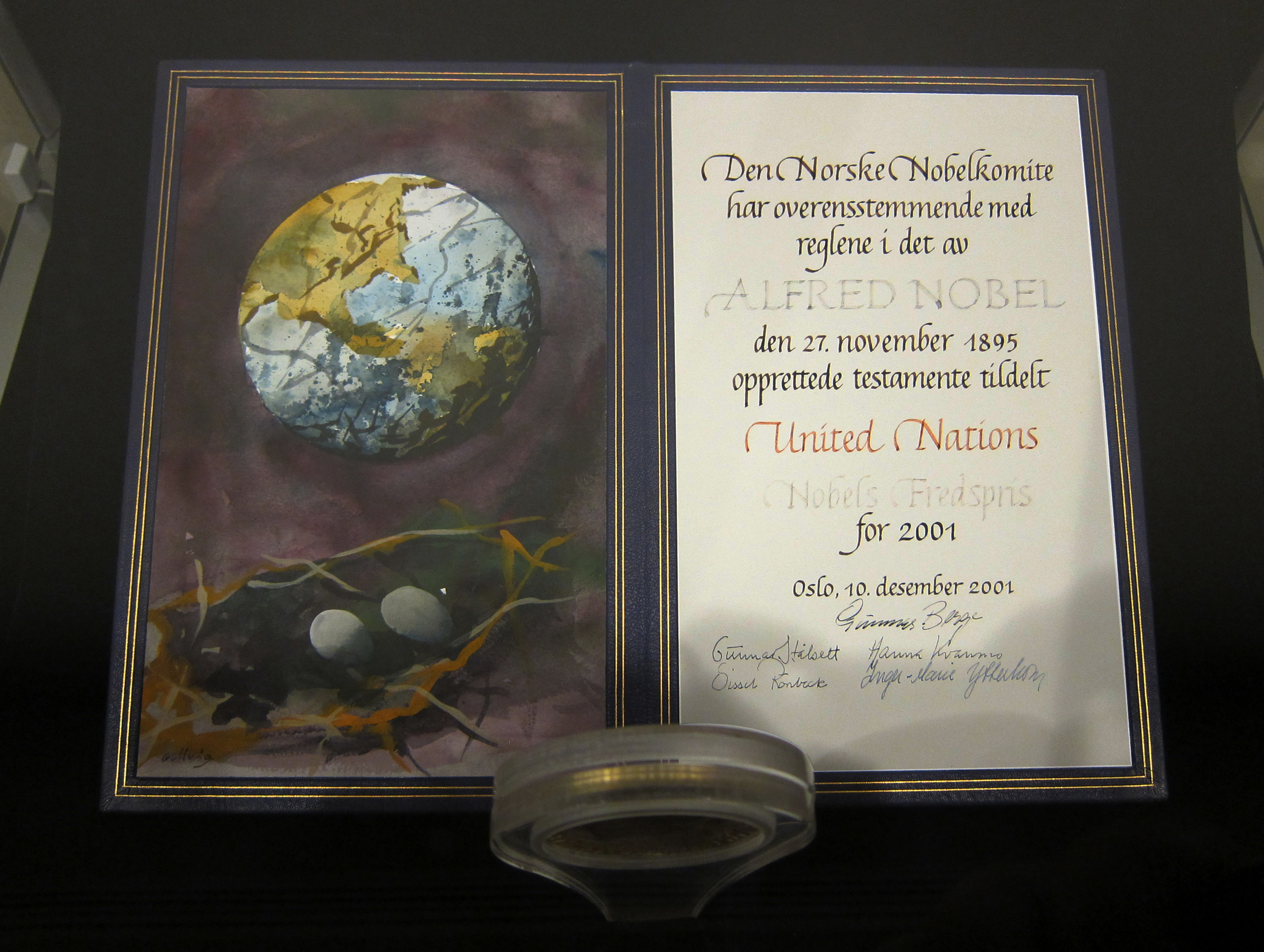
Nobel da Paz de 2001 – diploma na entrada da Sede da ONU em Nova Iorque

Várias agências e indivíduos associados à ONU receberam o Nobel da Paz, em reconhecimento de seu trabalho. Dois secretários-gerais, Dag Hammarskjöld e Kofi Annan, receberam o prêmio (em 1961 e 2001, respectivamente), assim como Ralph Bunche (1950), um negociador da organização, René Cassin (1968), contribuinte da Declaração Universal dos Direitos Humanos, e o Secretário de Estado dos Estados Unidos Cordell Hull (1945), este último por seu papel na fundação. Lester B. Pearson, Ministro de Assuntos Exteriores do Canadá, foi laureado em 1957 por ajudar na criação da missão de paz para resolver a Crise de Suez. A UNICEF ganhou em 1965, a Organização Internacional do Trabalho em 1969, as Forças de Paz da ONU em 1988, a Agência Internacional de Energia Atômica em 2005 e a Organização para a Proibição de Armas Químicas em 2013. O Alto Comissariado das Nações Unidas para os Refugiados recebeu a condecoração em 1954 e 1981, sendo um dos dois recipientes a conquistá-la por duas vezes. As Nações Unidas, como um todo, foram premiadas em 2001, dividindo o prêmio com Annan.
Depois da Segunda Grande Guerra, o Comitê Francês de Libertação Nacional demorou para ser reconhecido pelos Estados Unidos como o governo oficial da França, e, com isso, o país foi inicialmente excluído das conferências que criaram a organização. Charles de Gaulle criticou-a, adjetivando-a famosamente de machin ("geringonça"), e disse não crer que uma aliança em prol da segurança global ajudaria a manter a paz mundial, preferindo tratados de defesa diretos entre países. Durante a Guerra Fria, tanto Estados Unidos quanto União Soviética acusaram as Nações Unidas de favorecimento ao outro. Em 1953, a URSS efetivamente forçou a renúncia de Trygve Lie, o secretário-geral, ao recusar negociar com ele; e nas décadas de 1950 e 1960, um popular adesivo estadunidense dizia: "Você não pode soletrar comunismo sem U.N.". Em fevereiro de 2003, o presidente dos EUA, George W. Bush, referindo-se à incerteza da fundação em relação às provocações iraquianas sobre o regime de Saddam Hussein, disse que "os países livres não vão permitir que as Nações Unidas desapareçam na história como uma sociedade deliberativa ineficiente e irrelevante." Em contraste, o presidente francês, François Hollande, afirmou em 2012 que "a França confia nas Nações Unidas. Ela sabe que nenhum Estado, não importa quão poderoso, pode resolver problemas urgentes, lutar por desenvolvimento e trazer um fim a todas as crises... A França quer que a ONU seja o centro da governança global". Críticos como Dore Gold, um diplomata israelense, Robert S. Wistrich, um estudioso britânico, Alan Dershowitz, um estudioso legal estadunidense, Mark Dreyfus, um político da Austrália, e a Liga Anti-Difamação consideram que a atenção em relação ao tratamento dado por Israel aos palestinos é exagerada. Em setembro de 2015, Faisal bin Hassan Trad, da Arábia Saudita, foi eleito o presidente do painel do Conselho de Direitos Humanos das Nações Unidas que nomeia peritos independentes, um movimento criticado por grupos de direitos humanos.

## Reforma
Desde a fundação, têm sido feitos pedidos por uma reforma na organização, mas sem consenso em relação a como ela seria feita. Alguns querem que a ONU tenha um papel maior ou mais eficiente nos problemas mundiais, enquanto outros querem que seu papel seja reduzido a ações humanitárias. Outros clamores são a Reforma do Conselho de Segurança das Nações Unidas, novas maneiras de se eleger o secretário-geral e a criação da Assembleia Parlamentar das Nações Unidas. Jacques Fomerand afirma que a divisão mais duradoura em vista da ONU é a "divisão norte-sul", com os países ricos ao norte e os em desenvolvimento ao sul. As nações sulistas tendem a ser favoráveis a uma ONU mais empoderada, com uma Assembleia Geral mais forte e que lhes dê maior voz nos dilemas universais, enquanto os países ao norte preferem uma ONU economicamente laissez-faire e que foque mais em ameaças transnacionais como o terrorismo.
A ONU também foi acusada de ineficiência burocrática e desperdício. Durante a década de 1990, os Estados Unidos retiveram suas doações por motivos de "ineficiência", começando um reembolso com a condição de que uma iniciativa de grandes reformas fosse introduzida. Em 1994, o Escritório de Serviços de Supervisão Interna (ESSI) foi criado pela Assembleia Geral para servir como um observatório de eficiência. Um programa oficial de reforma foi iniciado por Annan em 1997. As reformas incluem a mudança dos supracitados membros permanentes do Conselho de Segurança (que refletem as relações de poder de 1945); fazer com que a burocracia fique mais transparente, responsável e eficiente; tornar a ONU mais democrática e instituir uma tarifa internacional sobre os fabricantes de armas.
Em setembro de 2005, a ONU convocou uma Cúpula Mundial, que reuniu os chefes da maioria dos Estados-membros, adjetivando-a de "uma oportunidade única em uma geração para tomar decisões audaciosas nas áreas de desenvolvimento, segurança, direitos humanos e da reforma das Nações Unidas". Kofi Annan propôs que a cúpula concordasse com um "grande contrato global" de reforma das Nações Unidas, que renovaria o foco da organização sobre a paz, segurança, direitos humanos e desenvolvimento, e a tornaria mais bem equipada para o enfrentamento das questões do século XXI. O resultado da cúpula foi um texto de compromisso acordado pelos líderes mundiais, que incluía a criação de uma Comissão de Consolidação da Paz para evitar que os países emergentes passem por conflitos, um Conselho de Direitos Humanos e um fundo para a democracia, uma condenação clara e inequívoca ao terrorismo "em todas as suas formas e manifestações" e acordos para dedicar mais recursos ao Escritório de Serviços de Supervisão Interna, gastar mais bilhões em alcançar as Metas de desenvolvimento do milênio, encerrar o Conselho de Tutela devido à realização da sua missão e concordar que a comunidade internacional tem a "responsabilidade de proteger" — o dever de intervir quando os governos nacionais não cumprem sua responsabilidade de proteger seus cidadãos de crimes atrozes.
O Escritório de Serviços de Supervisão Interna está a ser reestruturado a fim de definir mais claramente o seu alcance e mandato, e irá receber mais recursos. Para além disso, para melhorar a supervisão e auditoria da Assembleia Geral, um Comitê Consultivo de Auditoria Independente (CCAI) está sendo criado. Em junho de 2007, o Quinto Comitê criou um projeto de resolução para os termos de referência desta comissão. Um escritório de ética foi criado em 2006, responsável pela gestão de informações financeiras e novas políticas de proteção do denunciante. Trabalhando com o ESSI, o Escritório de Ética também pretende implementar uma política para evitar a fraude e a corrupção. A Secretaria está revisando todos os mandatos da ONU que já duram mais de cinco anos. A revisão destina-se a determinar se uma duplicação ou programas desnecessários deverão ser eliminados. Nem todos os Estados-membros estão de acordo em relação a quais dos mais de 7 mil mandatos devem ser revistos. A divergência é a decisão de quais os mandatos que devem ser examinados. Em setembro de 2007, o processo estava em curso.